# Borovice
Borovice (Pinus) je rod stálezelených jehličnatých stromů, popřípadě keřů, z čeledi borovicovité (Pinaceae). Se zhruba 110 druhy jde o největší rod čeledi. Stejně jako ostatní zástupci čeledi borovicovitých se přirozeně vyskytují výhradně na severní polokouli (výjimkou je Pinus merkusii, jež na Sumatře zasahuje i na polokouli jižní). Areál rozšíření rodu je veliký: rostou od oblasti severských lesů přes mírný pás a subtropy až do hor tropů, někde vystupují až k horní hranici lesa či nad ní. Pochází pravděpodobně ze Starého světa, maxima druhového bohatství ovšem dosahuje v Severní a Střední Americe, další bohatou oblastí je východní Asie, Indočína a oblast Himálaje. V Evropě se vyskytuje 12–13 původních druhů, z toho 9–10 dvoujehličných a 3 pětijehličné. Vesměs jde o silně světlomilné, konkurenčně slabé stromy s velmi malými nároky na kvalitu půdy, které jsou schopny dobře snášet nejrůznější stanoviště; mnohé plní roli pionýrských dřevin. Některé severoamerické i středomořské druhy jsou velmi dobře adaptovány na lesní požáry, jak dokládají již fosilní nálezy. Mezi borovice patří i nejstarší žijící vyšší organismy na Zemi: některé exempláře borovice dlouhověké (Pinus longaeva) jsou prokazatelně staré více než 4 800 let.
Rod se taxonomicky dělí na dva podrody: Pinus neboli „tvrdé borovice“, se 2–3, výjimečně 5 nebo až 8 jehlicemi ve svazečku s vytrvalou pochvou, dvěma cévními svazky, průduchy rozloženými rovnoměrně po všech stranách jehlice a na hřbetních šupinách šišek s výrazným „pupkem“ (umbo), a Strobus neboli „měkké“ borovice, obvykle s 3 nebo 5 jehlicemi ve svazečku s opadavou pochvou, s jedním cévním svazkem, průduchy převážně na vnitřní straně jehlice a pupkem (umbo) umístěným na konci semenné šupiny šišky. Evolučně se vyvinul již v období spodní křídy.
Borovice patří mezi hospodářsky nejdůležitější jehličnaté dřeviny. Především poskytují kvalitní, měkké až středně tvrdé, snadno opracovatelné dřevo, využitelné ke stavebním účelům i na výrobu nábytku. Využívá se též pryskyřice, obsahující množství aromatických terpenických látek, a to v aromaterapii a kosmetice, stejně jako v léčivých mastech při revmatismu nebo artritidě; je také zdrojem přírodního terpentýnu. Jehličí a kůra mají mnoho vitamínů a byly či stále jsou v různých oblastech světa využívány při výrobě potravin, stejně jako jedlá semena některých druhů, známá jako piniové či „cedrové“ oříšky. Velký význam mají borovice v zahradní architektuře jako okrasné stromy a keře, oblíbené jsou i jako vánoční stromky. Mnohé druhy borovic hrály značnou roli v kulturním, folklórním a spirituálním životě lidí, objevují se také v nesčetných literárních a výtvarných dílech a v heraldice.

## Etymologie
Český název borovice je odvozen ze slova bor, což bylo původní označení pro borový, ale asi i obecně jehličnatý les, značí tedy strom rostoucí v boru (podobnou etymologii má též borůvka). Slovní základ je všeslovanský a pochází z praslovanštiny, paralely má též v starogermánských jazycích (např. staroanglicky bearu – les, staroislandsky bǫrr – strom); prapůvod zřejmě směřuje k indoevropskému *bhar- „hrot, štětina“, přeneseně tedy jehličnatý strom. Odborným názvem je latinské slovo pinus, jímž Římané označovali právě borovice, jeho základ lze vystopovat k praindoevroskému *pīt- („pryskyřice“). S „rostlinnou šťávou" – pryskyřicí – souvisí pravděpodobně též starší, ale dosud někdy užívaný název sosna, jehož předpokládaný kořen *sop- se objevuje např. také v dnešním francouzském názvu jedle (sapin) či latinském výrazu pro smrk (sappinus).

## Charakteristika

### Habitus a růst
Většina druhů borovic je stromovitého vzrůstu, největší z nich dorůstají do výšek přes 70 m (borovice Lambertova, borovice těžká) a průměru kmene přes 2 metry. Několik druhů má naopak habitus vysloveně keřovitý, např. borovice kleč, borovice zakrslá nebo borovice vrcholová. Koruna bývá v mládí válcovitá, později kulovitá, oválná nebo rozprostřená. Kůra je v mládí šupinovitá nebo hladká (u podrodu Strobus), ve stáří vytváří silnou rozbrázděnou borku; u některých druhů (borovice Bungeova) se kůra i v dospělém věku odlupuje v plátech jako u tisu červeného nebo platanu. Větvení u stromových druhů je monopodiální, s jedním průběžným kmenem, který může být rovný a přímý, nebo nejrůzněji pokroucený; větve vyrůstají v nepravidelných pseudopřeslenech. Kořenový systém je většinou kůlovitý (výjimkou je mělce kořenící borovice vejmutovka), se silným hlavním kořenem a mnoha postranními kořeny, které mohou sahat do značných hloubek (uvádí se 2–3 metry, na nepříznivých substrátech, na skalách a podobných stanovištích ale až 12 metrů). Na nepříznivých stanovištích se vyvíjí pouze podpovrchové postranní kořeny, které však mohou např. u borovice těžké zasahovat až 46 metrů od stromu. Borovice si tedy dokážou opatřit vodu i ze značně vzdálených zdrojů, která je pro jiné dřeviny nedostupná.
Borovice patří mezi dlouho žijící dřeviny. Nejstarší exempláře borovice dlouhověké ve White Mountains v Kalifornii mají prokazatelný věk přes 4800 let, což z nich činí nejstarší žijící jedince na světě (organismy, jejichž věk se odhaduje na desetitisíce let, jako je topolový porost Pando v Utahu nebo skandinávský smrk Old Tjikko, jsou obnovující se klony). Věk přes 1000 let byl prokázán i u dalších druhů ze sekce Balfourianae, stejně jako u borovice bělokmenné, ohebné nebo u evropské borovice Heldreichovy, jednoho z nejstarších evropských stromů. Většina ostatních druhů borovic se dožívá věku v rozmezí zhruba 200–600 let.

### Jehličí a pupeny

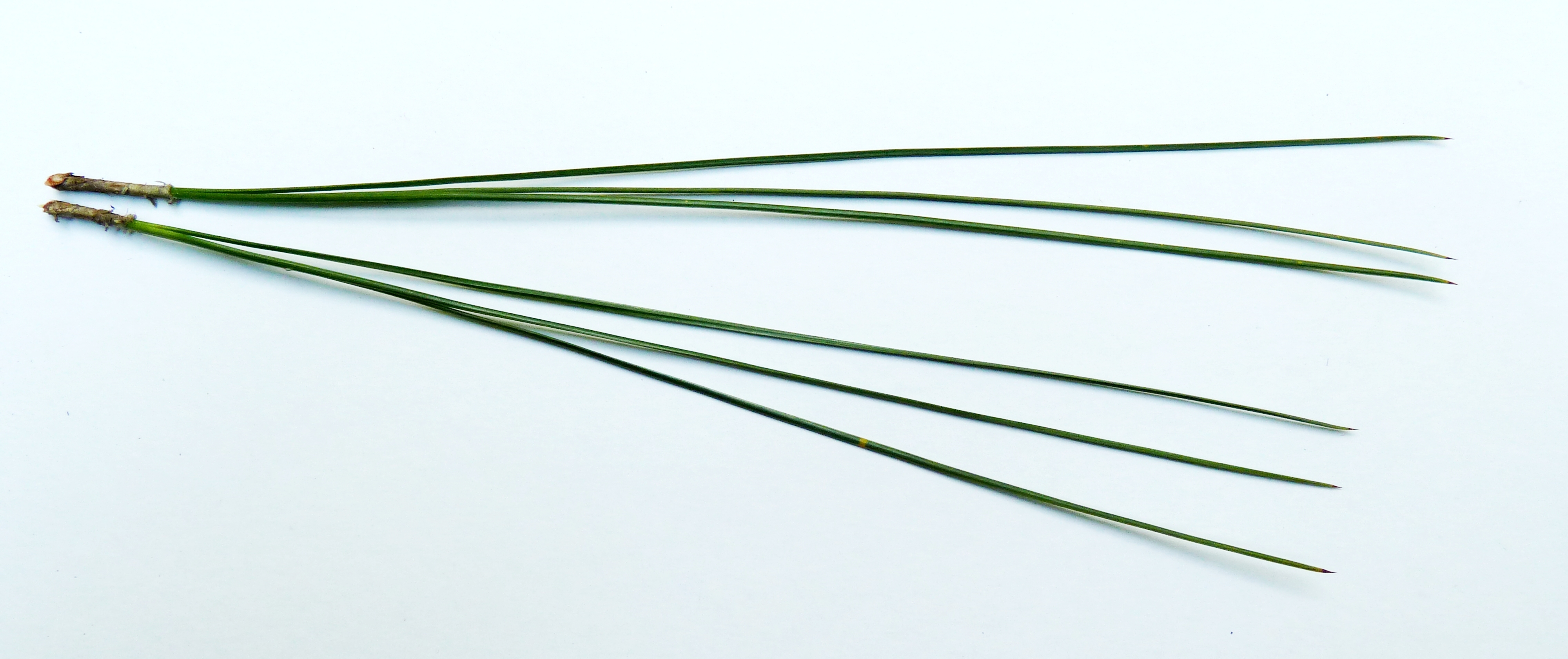
Borovice kadidlová (Pinus taeda): jehlice po třech ve svazečku s vytrvalou pochvou

Olistění borovic nabývá čtyř různých podob. Semenáčky klíčí 3–24 děložními lístky; mladí jedinci zhruba do tří let věku mají primární, jednotlivě stojící jehlice (tedy ještě nikoli ve svazečcích) umístěné spirálovitě okolo letorostu. Katafyly (též primární šupiny) jsou drobné, nefotosyntetizující kopinaté útvary patrně listenového původu vyrůstající na letorostech pod brachyblasty s jehlicemi; u tzv. tvrdých borovic jsou více či méně vytrvalé, u měkkých borovic naopak záhy opadávají a na větvích po nich zůstávají patrné drobné jizvy – polštářky. Konečně dospělé jehlice vyrůstají na krátkých výhoncích (brachyblastech) z blanité pochvy, která je v závislosti na druhu opadavá, vytrvalá nebo růžicovitě se kroutící, a to ve svazečcích obvykle po 2–5, výjimečně i po 1 nebo po 6–8. Nabývají různé délky (podle druhu), od 2–3 cm (borovice Banksova) až po více než 40 cm (borovice Engelmannova, borovice bahenní). Mohou být tuhé a ostře pichlavé, nebo naopak hedvábně měkké, s průduchy umístěnými buď ve světlejším proužku na vnitřní straně jehlice (podrod Strobus), nebo rovnoměrně po všech stranách jehlice. Obvykle bývají chomáčovitě nahloučeny na letorostech, svazečky jehlic borovice tuhé však vyrůstají i přímo na kmeni. U některých druhů jsou jehlice převislé (velmi nápadně např. u borovice Lumholtzovy nebo kanárské). Na stromě vytrvávají nejčastěji 3–6 let, výjimkou však nejsou i jehlice přetrvávající několik desítek let.
Pupeny jsou zpravidla vejčité, špičaté, pryskyřičné nebo bez pryskyřice, kryté šupinami. S výjimkou několika málo druhů (borovice lesní, borovice tuhá) není u rodu vyvinuta zmlazovací schopnost, po poškození nebo řezu tedy nedokážou regenerovat; chybějící vzrůstný vrchol nahrazují ohnutými bočními větvemi (tzv. bajonety). Výhony z pupenů přirůstají různými druhově specifickými způsoby: v zásadě jejich růst může být uninodální, tj. jeden článek (internodium) za jednu vegetační sezónu (ze známějších druhů např. borovice lesní nebo černá), nebo multinodální, tedy více internodií v jedné vegetační sezóně; druhý z nich může nabývat několika různých morfologických typů v závislosti na druhu borovice. Vlivem patogenů nebo různých mutací mohou na větvích vznikat různé novotvary – čarověníky.

### Generativní orgány

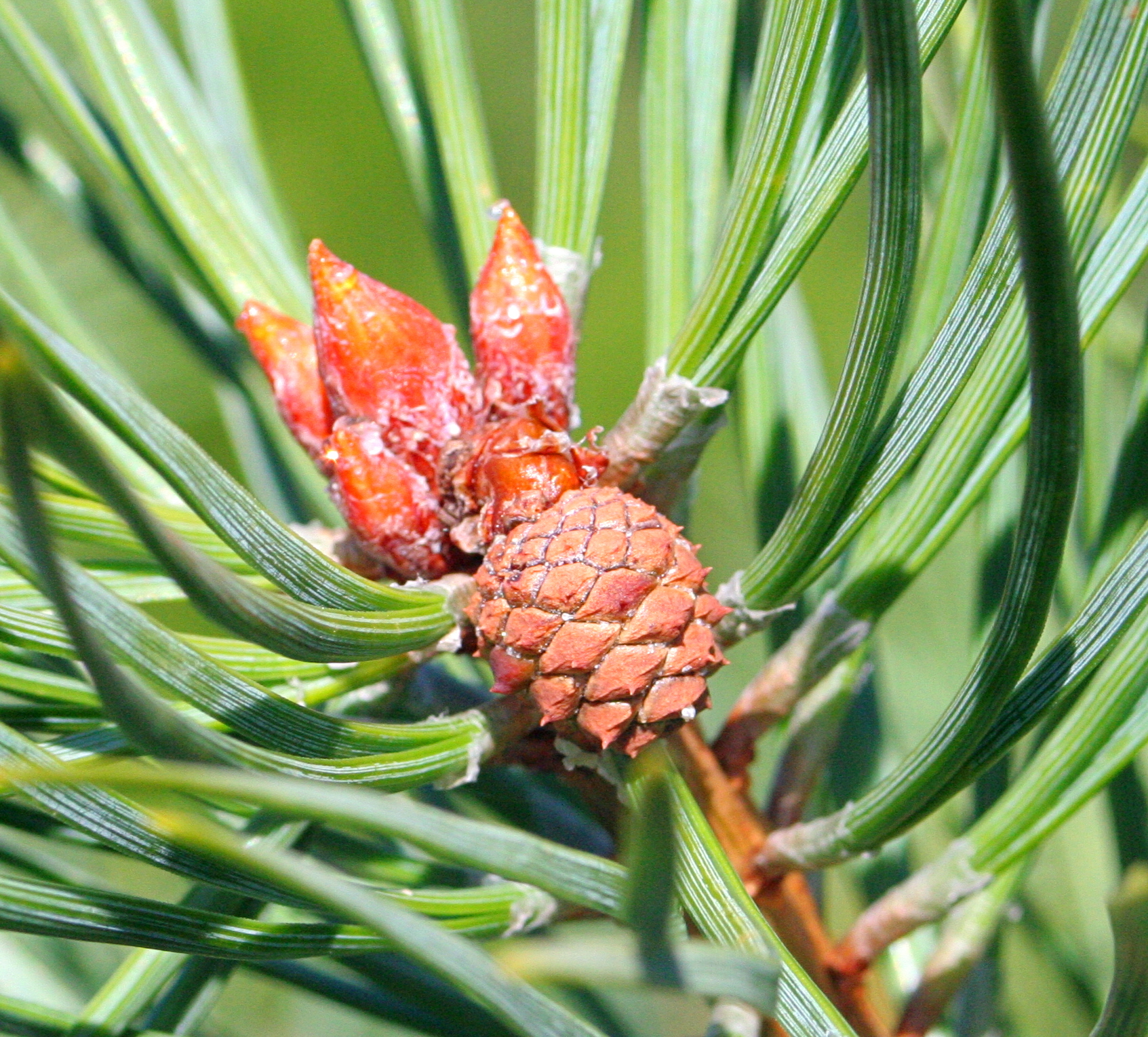
Konelet borovice lesní – samičí šištice v prvním roce

Samčí, prašníkové šištice jsou nejčastěji žluté nebo růžové, nahloučené na letorostech v paždí podpůrných šupin brachyblastů; tyčinky mají plochou nitku a dvě prašná pouzdra. Pylová zrna mají vzdušné váčky a jsou rozšiřována větrem na velké vzdálenosti. Samičí šištice vyrůstají po 1–3, ojediněle ve větším počtu, na krátkých stopkách hned pod vrcholovým pupenem. Po opylení upadá pylové zrno často do roční dormance a samičí šištice se mění v tzv. konelety, drobné útvary velikosti zhruba lískového oříšku na přímé nebo nazpět ohnuté stopce. Teprve druhý rok pylové zrnko vyklíčí a nastává oplození, po němž konelety dalších 15–16 měsíců dozrávají v dřevnaté šišky se semeny, které se po dozrání většinou hygroskopicky otevírají. Výjimkou jsou např. šišky borovice limby a některých dalších druhů, které opadávají neotevřené, popř. šišky tzv. serotinní, které zůstávají na stromě neotevřené po mnoho let a otevírají se při požárech. Semena leží po dvou na semenných šupinách; u některých druhů mají křídlo, které je buď pevně přirostlé, nebo volně objímavé, může být ale také vyvinuto pouze rudimentárně nebo úplně chybět. Okřídlená semena pro šíření využívají vítr, těžká a velká bezkřídlá semena jsou rozšiřována zvířaty, která je vyhledávají a konzumují. Klíčí většinou téhož roku, u některých druhů však přeléhají.
Velikost šišek je velmi různorodá: od několika cm až po 60 cm (borovice Lambertova). Hmotnost šišky je např. u borovice Coulterovy více než 2 kilogramy. Dle druhů nabývají různého tvaru: mohou být téměř kulovité, vejcovité, rohlíčkovité nebo dlouze válcovité. K popisu šišek je třeba rozlišovat několik charakteristickým znaků, které mohou nabývat různých morfologických podob. Na vnější koncové straně semenných šupin je obvykle štítek (apofýza) neboli část tvořící povrch zavřené šišky; zhruba uprostřed něho (dorzálně), a nebo na jeho okraji (terminálně) je umístěn tzv. pupek (umbo, přírůstek prvního roku), který může být opatřen dlouhou osinou nebo pevným a ostrým trnem.

Obvyklá ploidie rodu je 2n = 24.

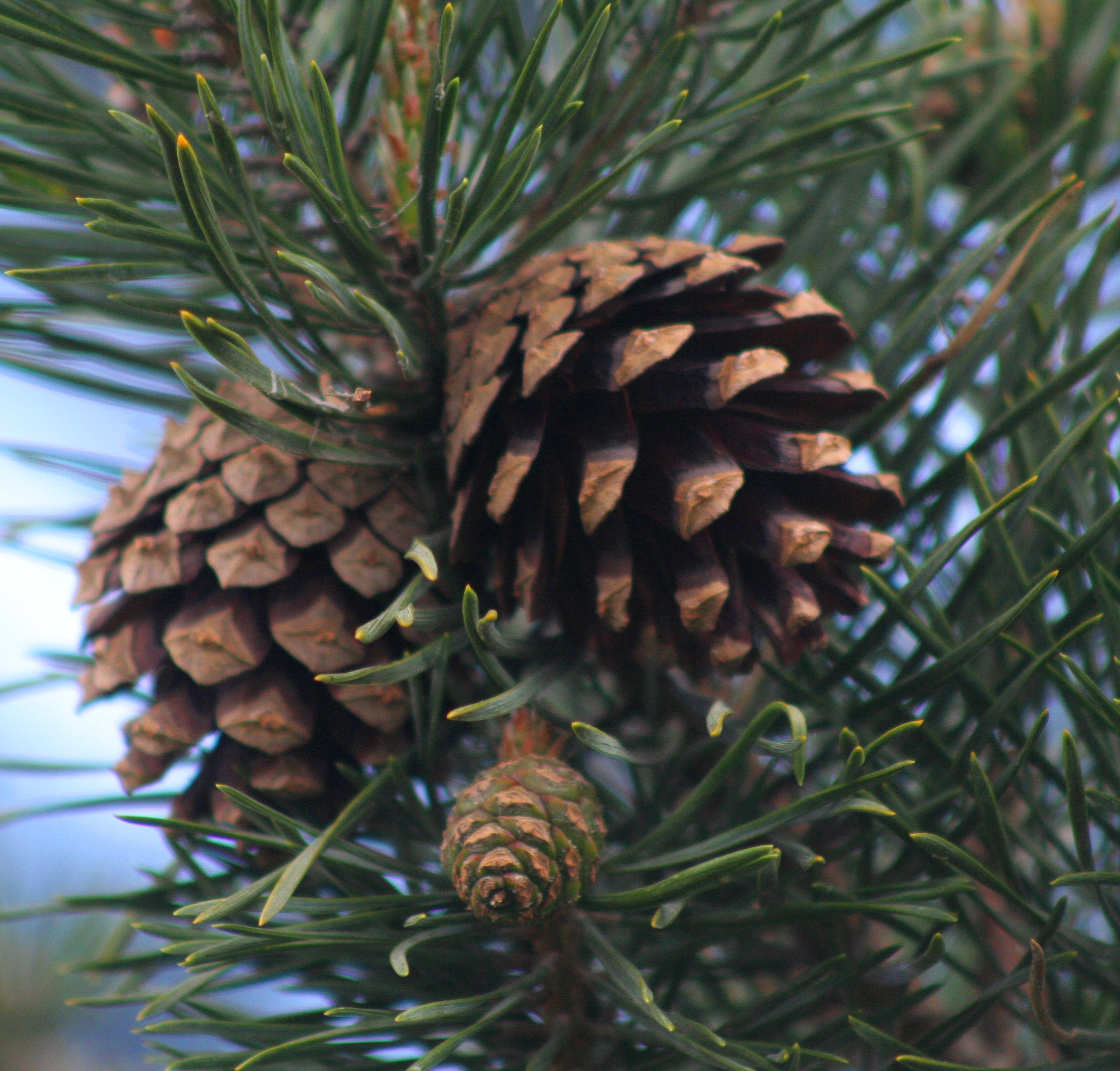
Šišky borovice lesní
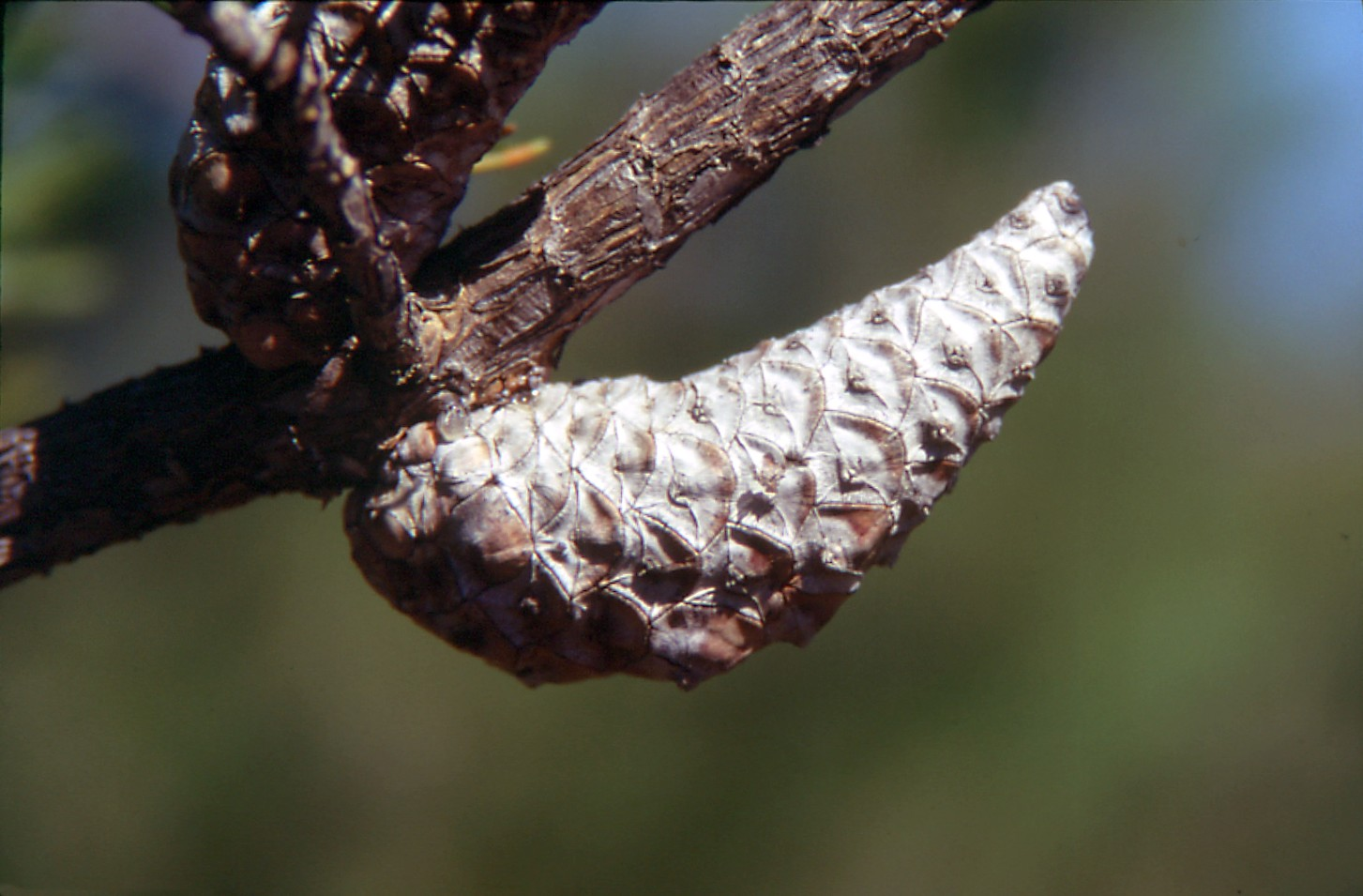
Serotinní šiška borovice Banksovy
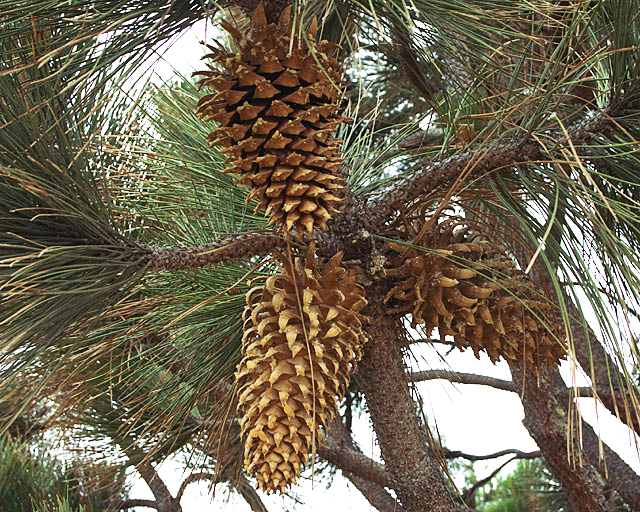
Šišky borovice Coulterovy patří k největším
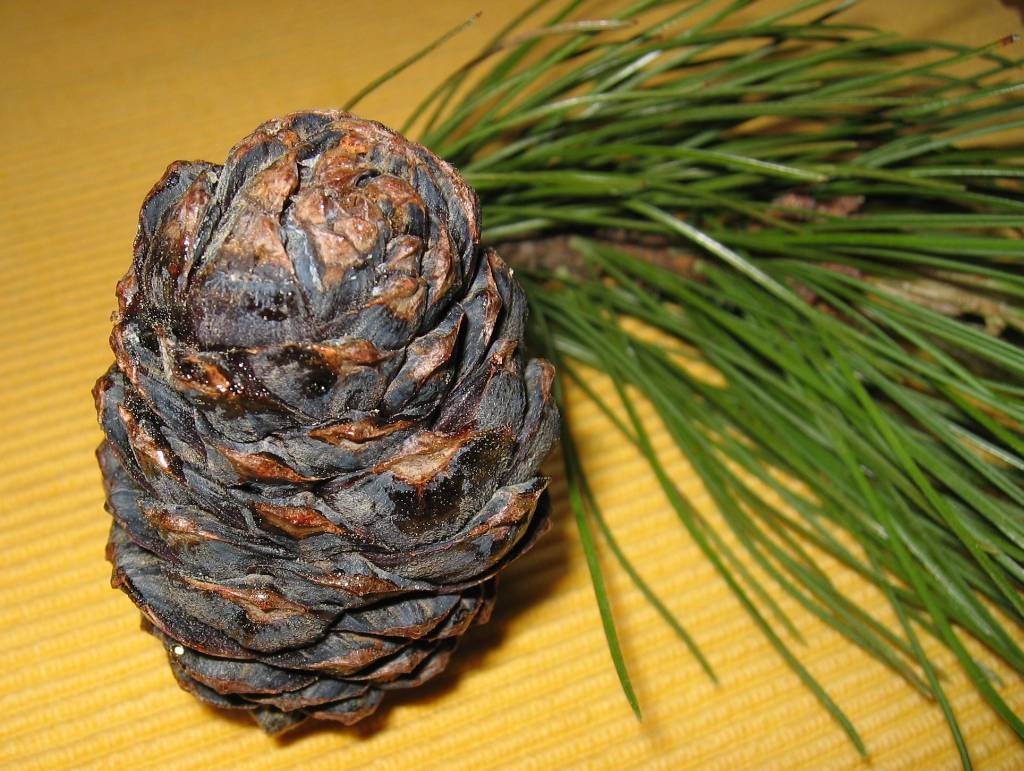
Borovice limba, štítky na koncích semenných šupin jsou znakem podrodu Strobus
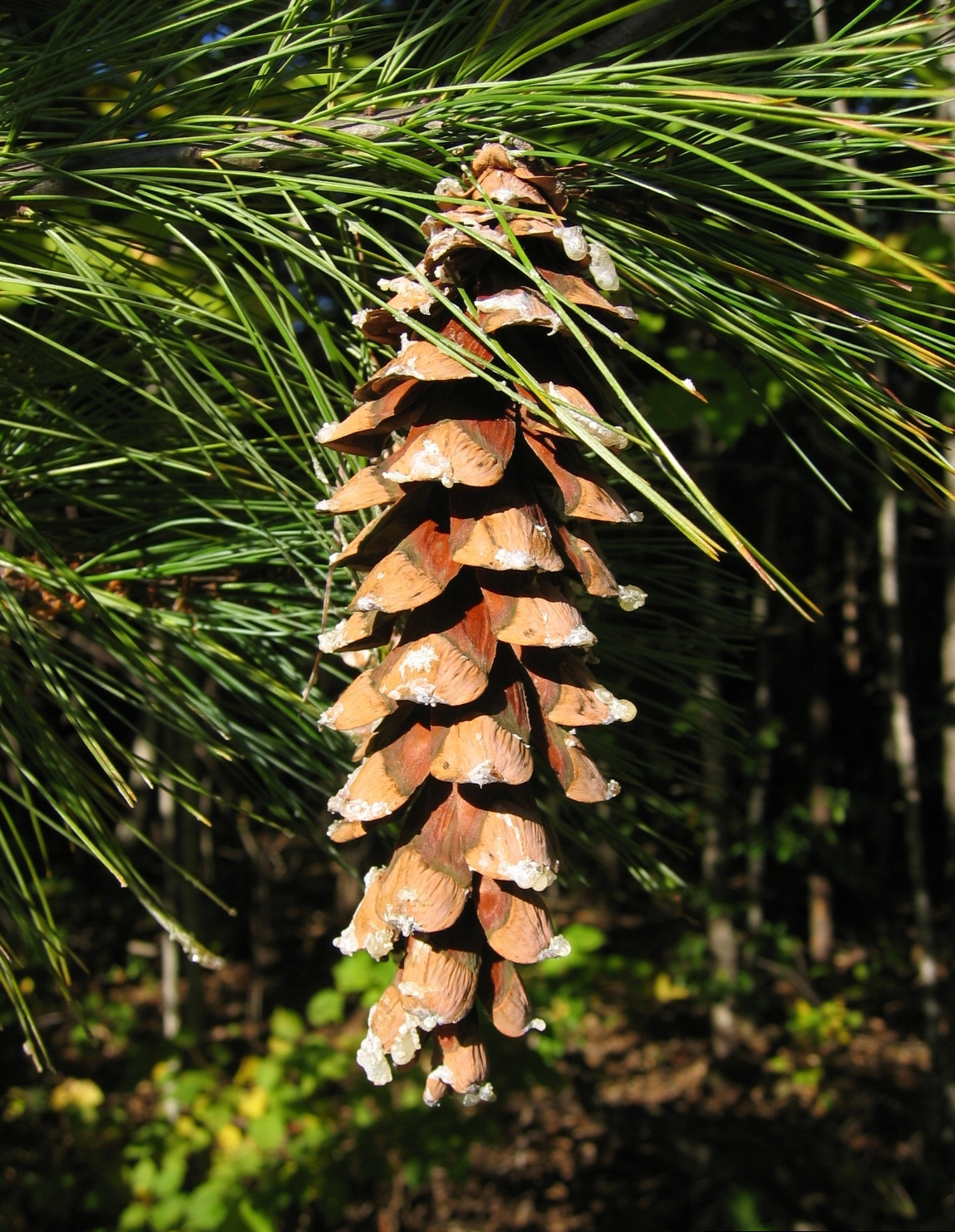
Borovice vejmutovka
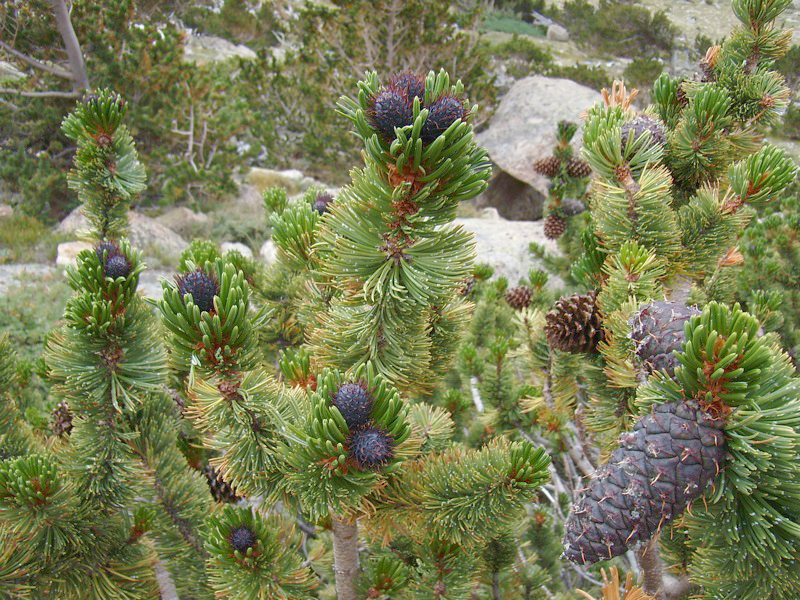
Několik ročníků šišek borovice osinaté (od koneletů po zralé otevřené šišky) se štítky zakončenými osinami; na jehlicích jsou patrné typické kapky pryskyřice
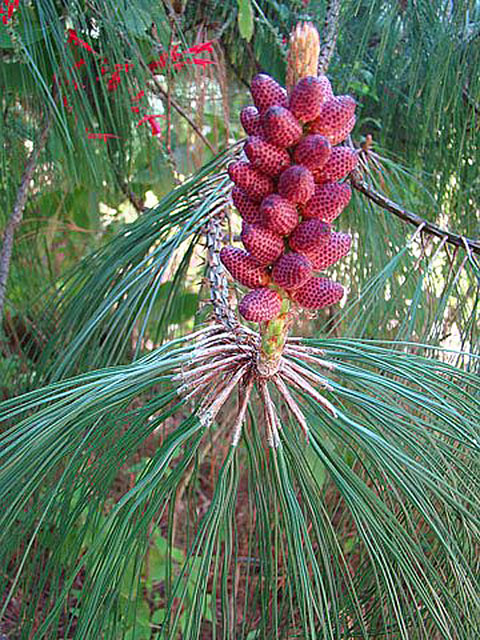
Samčí šištice borovice pavejmutky
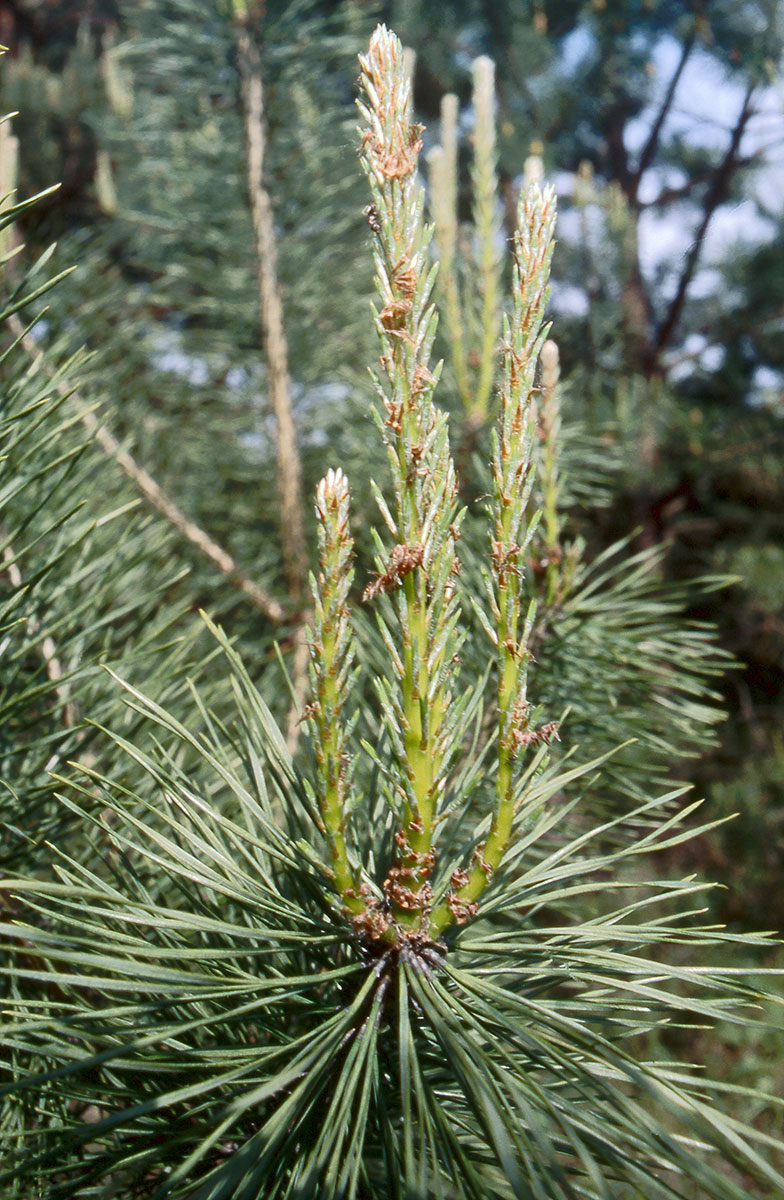
Výhony borovice lesní na jaře
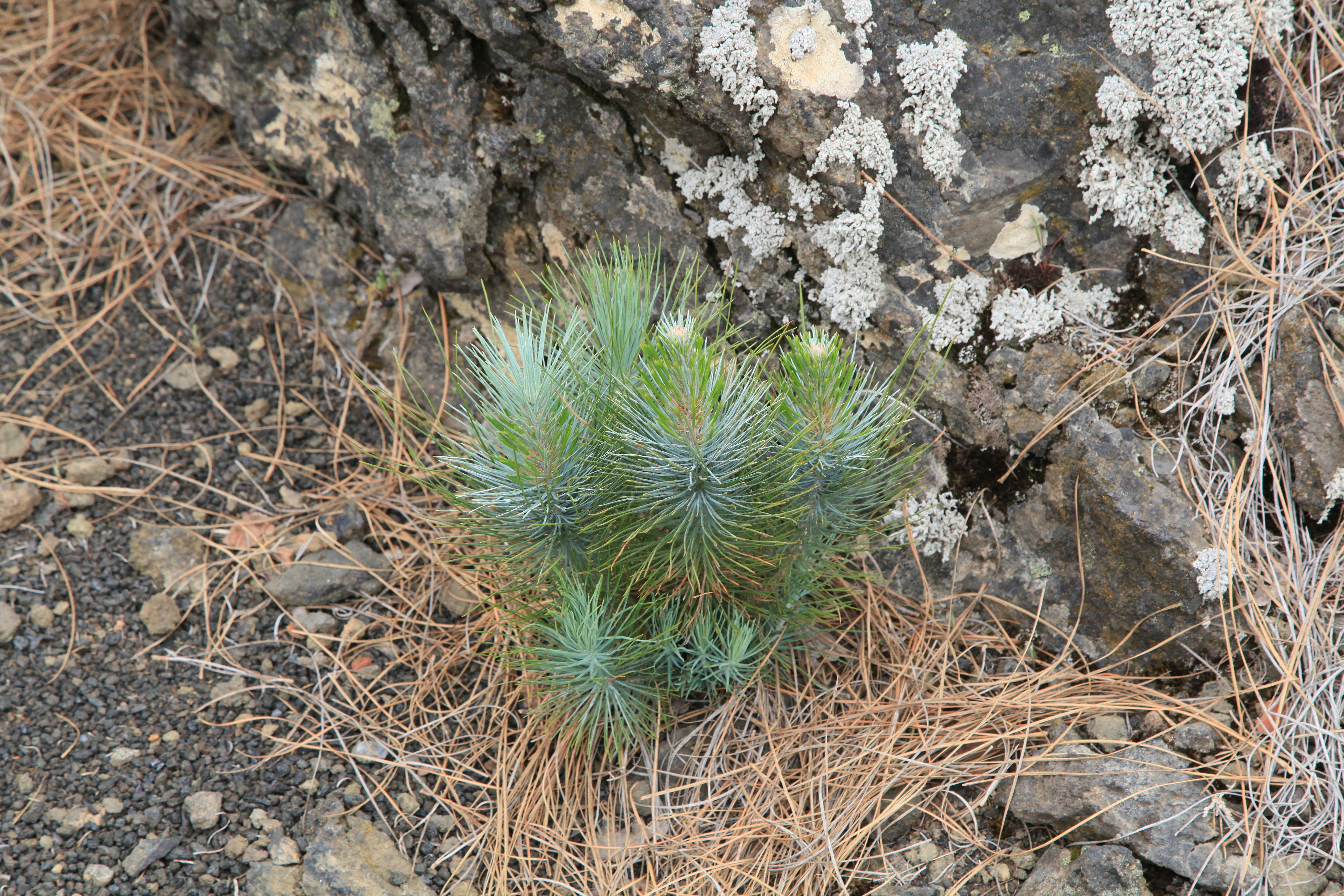
Mladý jedinec borovice kanárské s juvenilní formou jehlic

## Rozšíření a ekologie

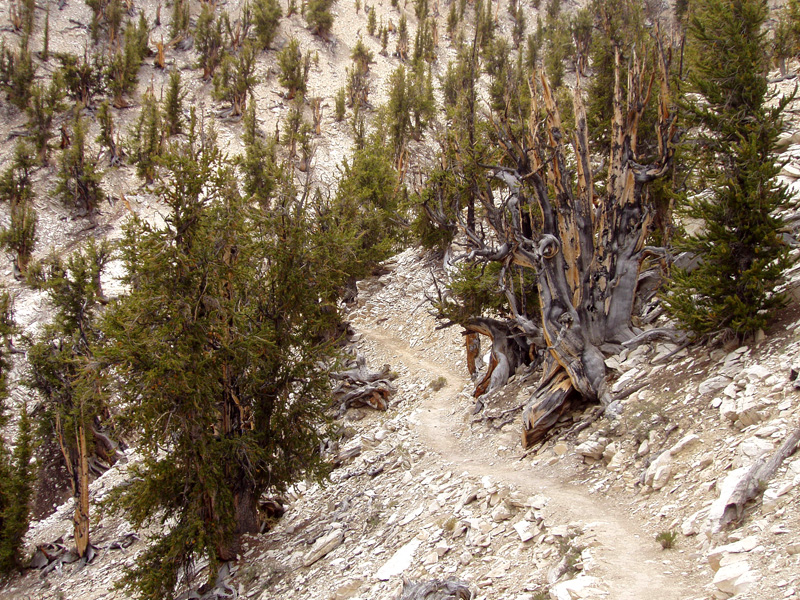
Porost borovice dlouhověké ve White Mountains, USA

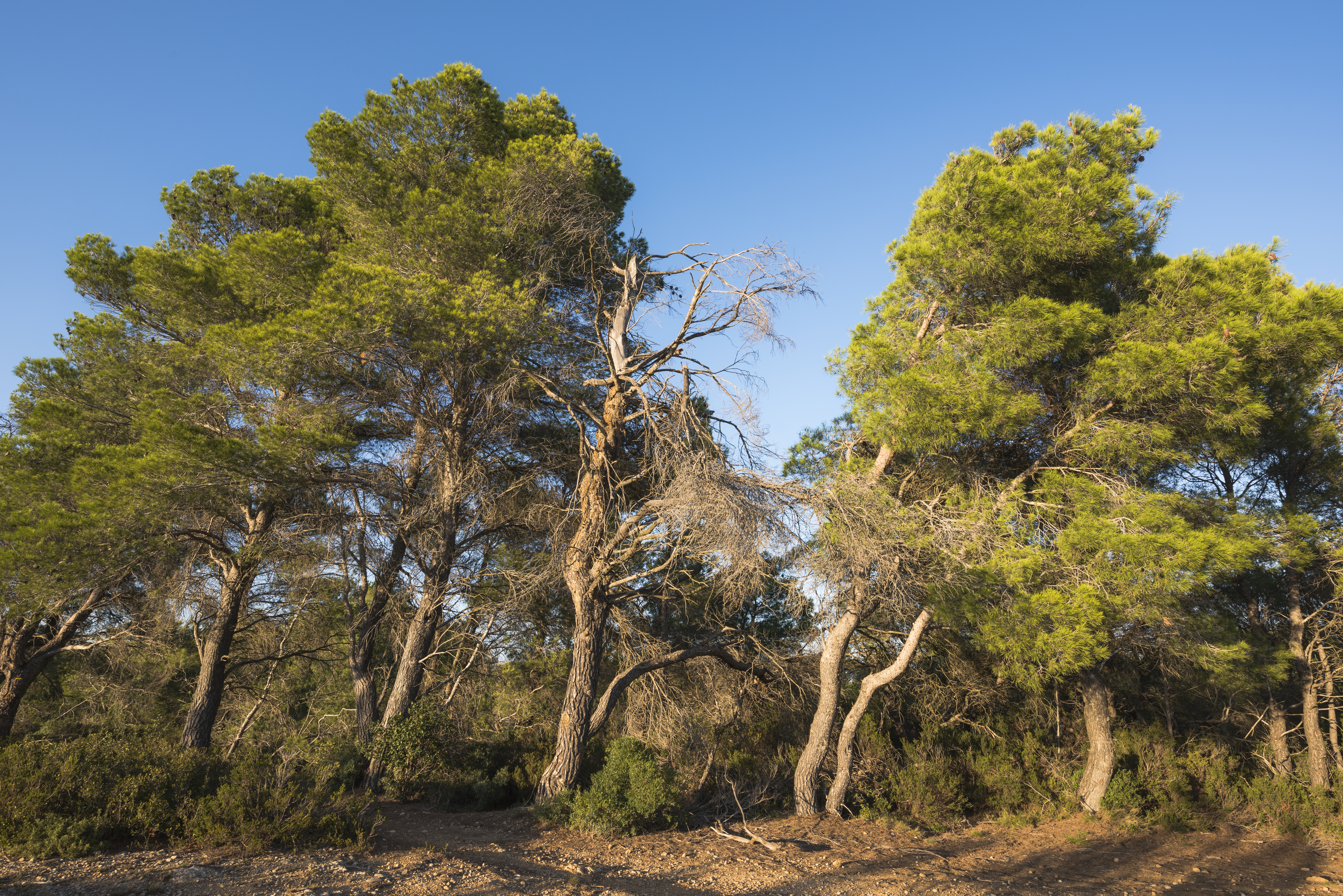
Háj borovice halepské ve Středomoří

Borovice se stejně jako ostatní zástupci čeledi borovicovitých přirozeně vyskytují výhradně na severní polokouli (výjimkou je Pinus merkusii, jež na Sumatře zasahuje i na polokouli jižní). Areál rozšíření rodu je veliký: rostou od oblasti severských lesů přes mírný pás a subtropy až do hor tropů, od mořské hladiny až do výšek 4000 m n. m. V mnoha oblastech tvoří dominantu lesních porostů, někde vystupují až k horní hranici lesa nebo i nad ní. Maximum druhového bohatství je v Severní a Střední Americe (Spojené státy americké, Mexiko, Guatemala, Kuba), kde rostou přibližně dvě třetiny všech taxonů; další bohatou oblastí je východní Asie, Indočína a Himálaj. V Evropě se vyskytuje 12–13 autochtonních druhů, 9–10 dvoujehličných a 3 pětijehličné. Oblast původu taxonu je nejistá, ale pravděpodobně se jedná o Starý svět. Jako hospodářské dřeviny jsou borovice pěstovány, mnohdy v plantážních monokulturách, i v oblastech mimo svůj původní areál, též na jižní polokouli včetně Austrálie a Nového Zélandu, kam byly introdukovány (masivně např. borovice paprsčitá – Pinus radiata). Poměrně dobře snášejí znečištěné ovzduší a průmyslové exhalace, proto patří k dřevinám celosvětově často vysazovaným v městském prostředí.
Vesměs jde o silně světlomilné, a tedy konkurenčně slabé dřeviny, s dosti malými nároky na kvalitu půdy. Jsou schopny dobře snášet půdy chudé, písčité a kamenité, stejně jako exponovaná suchá a skalnatá stanoviště; některé druhy se však přizpůsobí i vlhčím až bažinatým podmínkám. Preferují obvykle kyselejší půdy, vesměs jsou ale generalisty schopnými přizpůsobit se danému substrátu; jen málo druhů je vápnomilných (obligátně borovice Heldreichova, na vápenci dobře roste též jinak všestranná borovice černá) nebo schopných růst na trvale zamokřených substrátech (borovice blatka a její kříženci). Mnohé patří mezi pionýrské dřeviny, které zahajují sukcesi dřevin na různá druhotně narušená stanoviště. Díky své nenáročnosti na vláhu a živiny plní nezastupitelnou úlohu při zalesňování neplodných půd, v půdoochranných výsadbách a rekultivacích.
Druhem s největší ekologickou amplitudou (a také areálem) je borovice lesní, která je coby pionýrská dřevina schopná osídlit širokou škálu biotopů od skalních výchozů přes písčiny, rašeliniště, slatiniště a vřesoviště až po hadcové podloží; tvoří též důležitou součást skandinávské a západosibiřské tajgy. Dalšími borovicemi rostoucími v severské tajze jsou borovice sibiřská a zakrslá (Sibiř) nebo borovice Banksova a pokroucená (Kanada). Borovice kleč a její příbuzné druhy tvoří porosty nad horní hranicí lesa v evropských pohořích. Ve Středomoří jsou borovice jako pinie, přímořská nebo halepská součástí tvrdolisté vegetace přizpůsobené suchým a horkým létům, podobně jako borovice v suchomilné vegetaci na jihozápadě Spojených států amerických a v Mexiku. V horách severoamerického západu porůstají horské hřebeny a svahy na méně úrodných půdách. Rozsáhlé jehličnaté lesy s uplatněním borovic pokrývají jihovýchod a středojih Spojených států amerických, další druhy rostou ve smíšených lesích severovýchodu a Appalačských hor. V zapojených smíšených klimaxových lesích se ovšem dlouhodobě uplatní pouze několik málo druhů schopných snášet alespoň částečné zastínění, jako borovice vejmutovka; ostatní se proti konkurenci prosazují pouze tam, kde je potlačena nepříznivými životními faktory (sucho, minimum živin) a nebo pravidelně likvidována požáry. Obvyklými doprovodnými rostlinami borovic jsou méně náročné světlomilné duby, břízy, jeřáby, jalovce, modříny, široká škála vřesovcovitých (vřes, borůvky ad.), v chladnějších severských oblastech též keřovité vrby.

### Ohrožení, invazivita

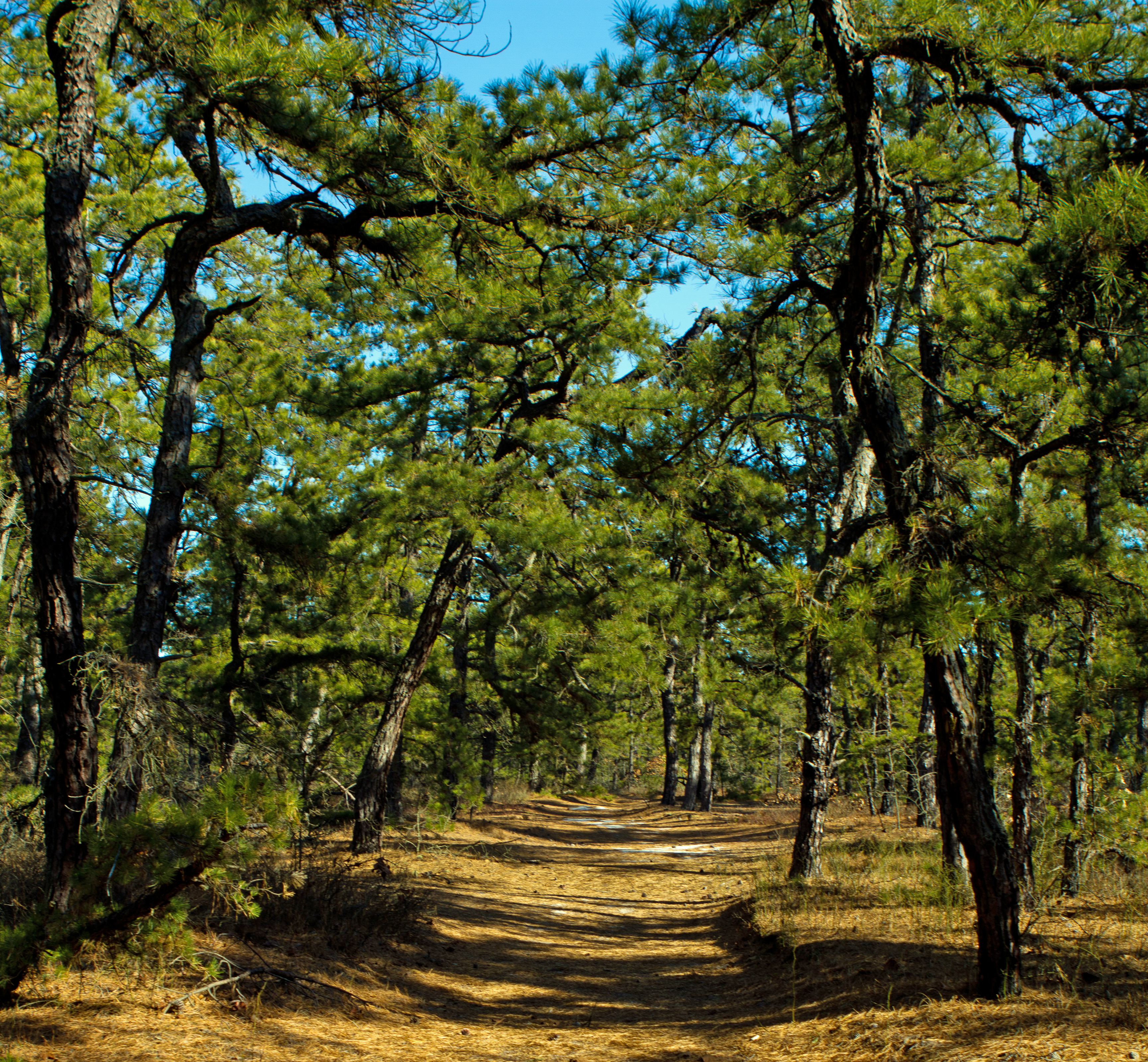
Borové lesy bioregionu Pine barrens v New Jersey na východě USA

Populace většiny druhů borovic jsou považovány za stabilní, bez známek ohrožení. Mezi kriticky ohrožené druhy řadí organizace Mezinárodní svaz ochrany přírody borovici Torreyovu, borovici šupinatou, a druh Pinus cernua. U zhruba 20 druhů hospodářsky pěstovaných mimo oblast původního výskytu se naopak uvádí invazní potenciál narušující původní ekosystémy, především v Austrálii, na Novém Zélandu a v jižní Africe (mj. borovice Elliottova, paprsčitá, černá, halepská nebo přímořská, ale na Novém Zélandu též evropská borovice lesní). Světlomilné a pionýrské borovice jsou zde hrozbou především pro původní travinná a křovinná společenstva, např. pro vzácný jihoafrický fynbos, která postupně zarůstají a vytlačují tak místní druhy rostlin a živočichů. V menší míře narušují též lesní porosty, hlavně pokud jsou zároveň narušovány klimatickou změnou, hospodářskými disturbancemi nebo požáry. V České republice je za nebezpečný invazní druh považována borovice vejmutovka poškozující vzácné reliktní bory v Národním parku České Švýcarsko.

### Ekosystémové vztahy
Jako většina ostatních dřevin formují borovice mykorhizní vztahy s lesními houbami. Jedná se o ektomykorhizu, kdy houby vytváří kolem kořene tzv. hyfový plášť, díky němuž se zvyšuje savá plocha soustavy a zásobení rostliny živinami. Častými symbionty jsou muchomůrky, lišky, ryzce (např. ryzec pravý), mnohé klouzky, holubinky či hřiby (hřib borový, hřib smrkový a další). Semena borovic poskytují potravu mnoha živočichům, ať jsou to ptáci (křivky, datlovití nebo ořešník kropenatý, specializující se na šišky borovice limby), hlodavci (veverky, plši, různí myšovití), doplňkově i některé šelmy (kuna, norek, sobol). Například semeny borovice sibiřské se v tajze živí až 30 druhů živočichů, na nichž dál přímo závisí i predátoři v složitých ekosystémových vazbách. Mladé borové jehličí je požíráno spárkatou zvěří (v Americe např. losy), ptáky (tetřev hlušec) a housenkami mnoha druhů hmyzu, které mohou působit značné škody. Mšice medovnice, např. medovnice borová (Cinara pini) nebo medovnice lesklá (Cinara nuda), produkují napichováním a sáním asimilačního proudu ze sítkovic sladkou lepkavou šťávu – medovici, která je sbírána a využívána včelami pro tvorbu lesního medu.

### Choroby a škůdci

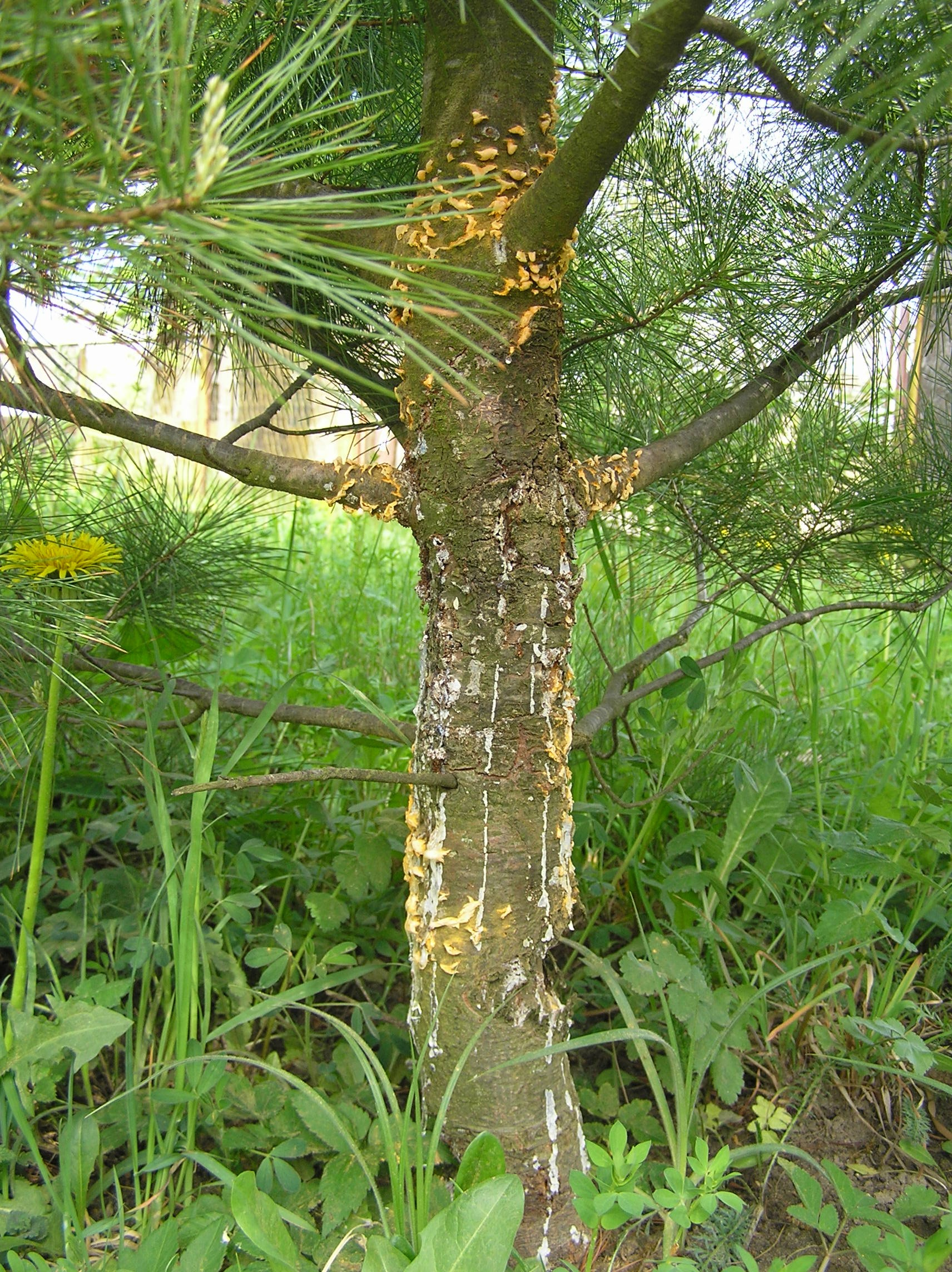
Mladá borovice napadená rzí vejmutovkovou

Mezi obvyklé hmyzí škůdce borovic patří bekyně mniška, bourovec borový, lýkohubi, kůrovci (rod Dendroctonus) či obaleči. Stromy mohou být napadány také rostlinnými parazity a poloparazity jako jmelí a další příbuzné druhy z čeledi santálovitých. Dřeviny oslabené škůdci nebo různými abiotickými stresy (např. suchem) jsou náchylné na poškození houbovými patogeny, jejichž šíření může být umocněno v monokulturních hospodářských výsadbách: Sphaeropsis sapinea způsobuje chřadnutí a prosychání borovic (nejvíce borovice černé, ale i mnoha dalších), Mycosphaerella pini, Lophodermium seditiosum a příbuzné druhy pak sypavku – závažné onemocnění napadající jehlice. Škodí též různé druhy rzí a cenangií. K nejvážnějším patogenům patří dvoubytná rez vejmutovková (Cronartium ribicola), jejímž druhým hostitelem je rybíz. Napadá především borovice z podrodu Strobus a způsobuje v několika letech úhyn i do té doby zcela vitálních jedinců; projevuje se zduřeninami na kmeni, výtokem pryskyřice a na jaře drobnými oranžovými plodnicemi. Rez borová (Cronartium asclepiadeum) se specializuje naopak hlavně na dvoujehličné borovice. Sosnokrut (Melampsora pinitorqua) je taktéž dvoubytná rez způsobující typické zkroucení výhonů především u borovice lesní, přípletka černá (Herpotrychia nigra) pak napadá borovice ve vysokohorském prostředí, kde dlouho leží sníh (hlavně tedy kleč nebo borovici limbu). Mramorová sypavka borovice, která způsobuje hnědnutí a odumírání jehlic je způsobovaná houbou Cyclaneusma minus.
Z dřevokazných hub na borovicích rostou ohňovce, ďubkatec borový, kotrč kadeřavý, václavky nebo hnědák Schweinitzův.

### Adaptace na oheň

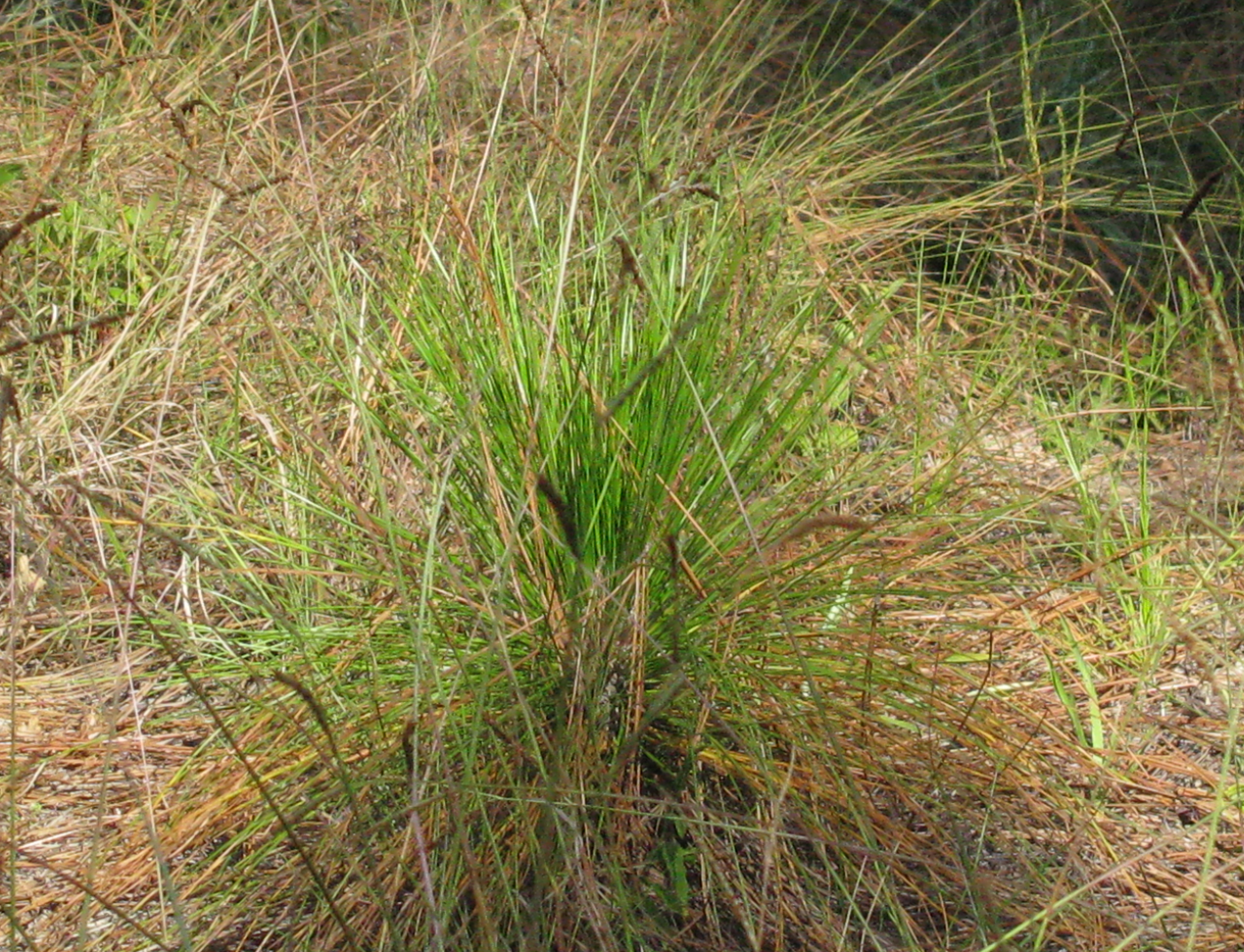
Jedinec borovice bahenní (Pinus palustris) v trávové fázi růstu

Mnohé severoamerické i středomořské borovice jsou velmi dobře adaptovány na lesní požáry, díky kterým se coby světlomilné dřeviny dokážou udržovat v porostu; v prostředí bez pravidelných požárů ze stanoviště ustupují, neboť se v zastínění těžko zmlazují; lze je tedy řadit mezi pyrofyty. Fosilní nálezy přitom ukazují, že mimořádná schopnost nakládat s ohněm provází borovice od samého počátku jejich evoluce. K těmto adaptacím patří např. tlustá kůra, která menším požárům odolá a strom dokáže přežít (borovice těžká), nebo serotinní šišky, které se otevírají a vysemeňují až při vysokých teplotách indukovaných právě ohněm, což semenáčkům zajišťuje prostředí vyčištěné od konkurenčních rostlin (borovice Banksova, borovice pokroucená, Pinus muricata). Další druhy mají spící očka skrytá pod kůrou, která se po jejím ohoření probudí a strom znovu obrazí (Pinus echinata, Pinus brutia, Pinus canariensis a další). Další pozoruhodnou adaptací je tzv. trávové stadium růstu, kdy terminální růstový pupen mladého stromku je ukryt pod hustým chomáčem přízemně rostoucích dlouhých jehlic, takže rostlina spíše než strom připomíná velký trs trávy. Při požáru trs jehlic sice ohoří, ovšem hlavní pupen je ochráněn; ohořelé jehlice jsou poté nahrazeny novými. Toto trávové stadium trvá u mladých jedinců ve stáří zhruba 1–7 let (ojediněle až 20 let) a strom při něm neroste do výšky, ale buduje hlubokou a důkladnou síť kořenů, shromažďuje živiny a vyčkává na dobré podmínky, například na dostatek světla (kupříkladu po požáru a likvidaci konkurence ohněm); teprve potom zahájí rychlý růst do výšky a vytvoří si silnou, ohnivzdornou borku. Trávová etapa byla pozorována u borovice Elliottovy variety densa, borovice bahenní, borovice Montezumovy, borovice pavejmutky a druhů Pinus engelmannii, Pinus merkusii a Pinus tropicalis.

## Taxonomie a evoluce

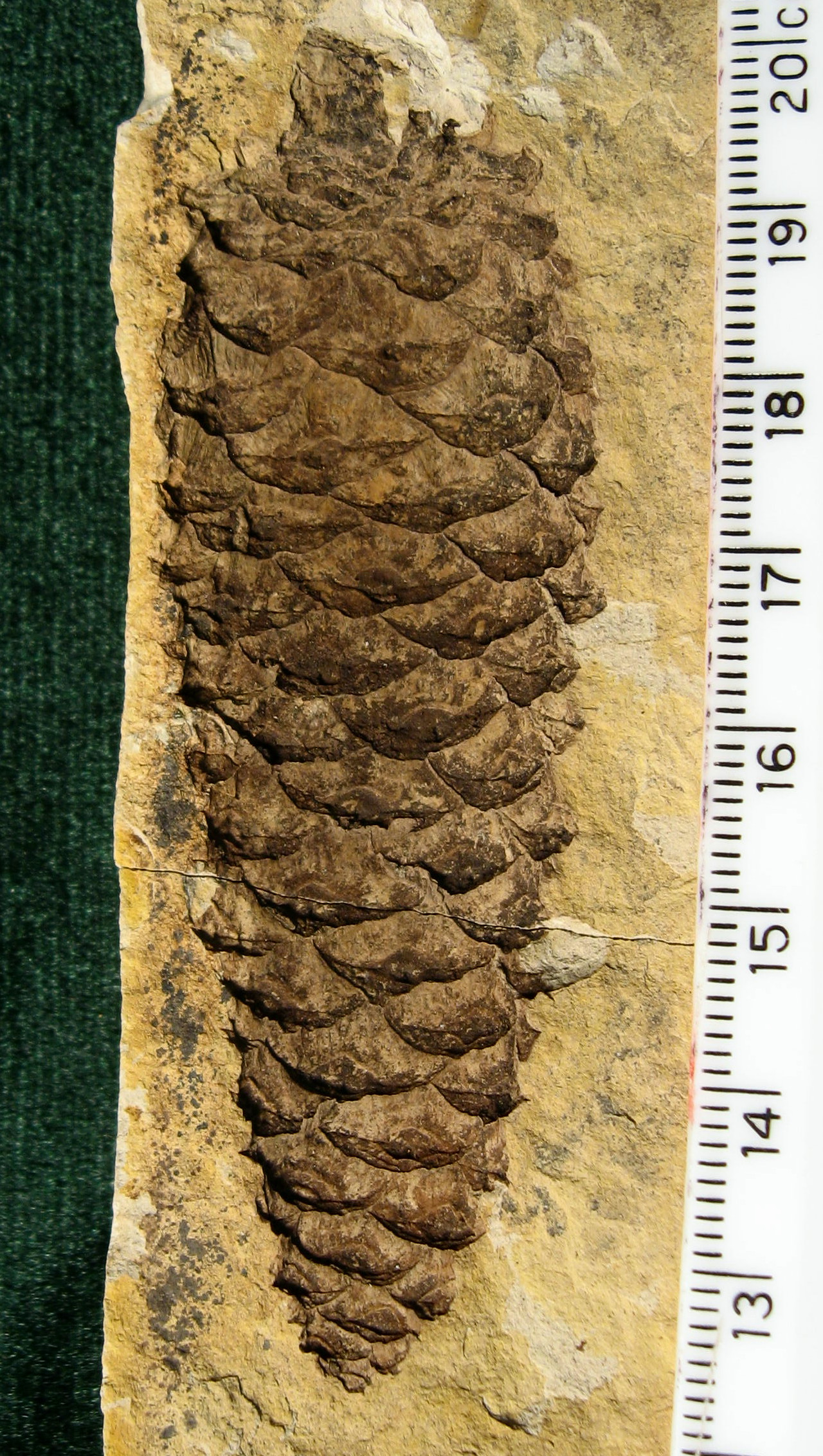
Fosilní šiška nespecifikovaného druhu borovice z podrodu Pinus, stáří 49,5 milionu let

Rod Pinus platně popsal Carl Linné ve své knize Species plantarum z roku 1753, přičemž do něho zahrnul i všechny tehdy známé jedle, modříny a smrky; ty byly později jinými autory vyděleny do samostatných rodů. Systematická klasifikace rodu Pinus se rovněž v čase proměňovala: byl dělen na více rodů nebo naopak byly navrhovány různé další podrody (např. Ducampopinus odpovídající zhruba sekci Parrya v podrodu Strobus), které však nebyly molekulárními genetickými studiemi fylogeneze borovic potvrzeny. Měnil se také počet jednotlivých sekcí a podsekcí a zařazení některých problematických druhů; fylogenetické studie konce 20. a 21. století se však již v zásadě shodují na podobě a monofyletičnosti podrodů a sekcí uvedených v přehledu níže.
Borovice patří mezi vývojově staré taxony, fosilní záznamy udávají existenci rodu již před 130–140 miliony let, tedy ze spodní křídy. Do konce křídy bylo už dokončeno i rozdělení na oba podrody Pinus a Strobus, což časově odpovídá dalším generickým párům čeledi (např. Abies a Keteleeria nebo Larix a Pseudotsuga). Vývojově původnější z obou podrodů je Strobus; jeho bazální větví, a tedy nejprimitivnějšími recentními borovicemi, je sekce Parrya, v níž nalezneme řadu druhů s unikátními vlastnostmi v rámci rodu (např. jediná jehlice na brachyblastu u Pinus monophylla, dvoudomost u Pinus johannis). Oba podrody jsou monofyletické, až na výjimky jasně morfologicky rozlišitelné a geneticky od sebe vzdálené přibližně stejně jako některé jiné rody v čeledi, což by umožňovalo brát je i jako dva samostatné rody, nicméně vzhledem k jasné monofyletičnosti celého rodu Pinus (v širokém smyslu) a nomenklatorickým obtížím případného přejmenovávání zůstávají i nadále pojímány na úrovni podrodů. Sesterským taxonem je pravděpodobně dvojice rodů smrk (Picea) a Cathaya; pro širokou shodu však dosud chybí definitivní fylogenetické důkazy.

## Systematický přehled recentních druhů
Borovice se dělí na dva podrody: Pinus a Strobus. Rozlišováno je 110–114 recentních druhů, počet v literatuře popisovaných taxonů je však větší, neboť mnohé jsou v různých zdrojích pojímány jako samostatné druhy, v jiných jen jako poddruhy nebo varianty. Borovice je navíc jedním z rodů, v němž stále probíhá speciace (vznik nových druhů) a další druhy jsou průběžně popisovány (např. laoská borovice větromilná v roce 2006, za samostatný druh definitivně potvrzena 2010). Snadno dochází také k spontánním hybridizacím. Lektotypem rodu je borovice lesní (Pinus sylvestris).
Následující seznam druhů je převzat z internetových stránek Gymnosperm Database a pro účely článku revidován podle dalších studií. České názvy jsou uváděné podle stránek Biolib.cz, Botany.cz a dostupné odborné literatury.

### PodrodPinus
Též Diploxylon či „tvrdé borovice“, cca 70 druhů. Obvykle 2–3, výjimečně 5 nebo až 8 jehlic ve svazečku s vytrvalou pochvou. Na jehlicích dva cévní svazky, průduchy rozloženy víceméně rovnoměrně po všech stranách jehlice. Na hřbetních šupinách šišek je výrazný „pupek“ (umbo).

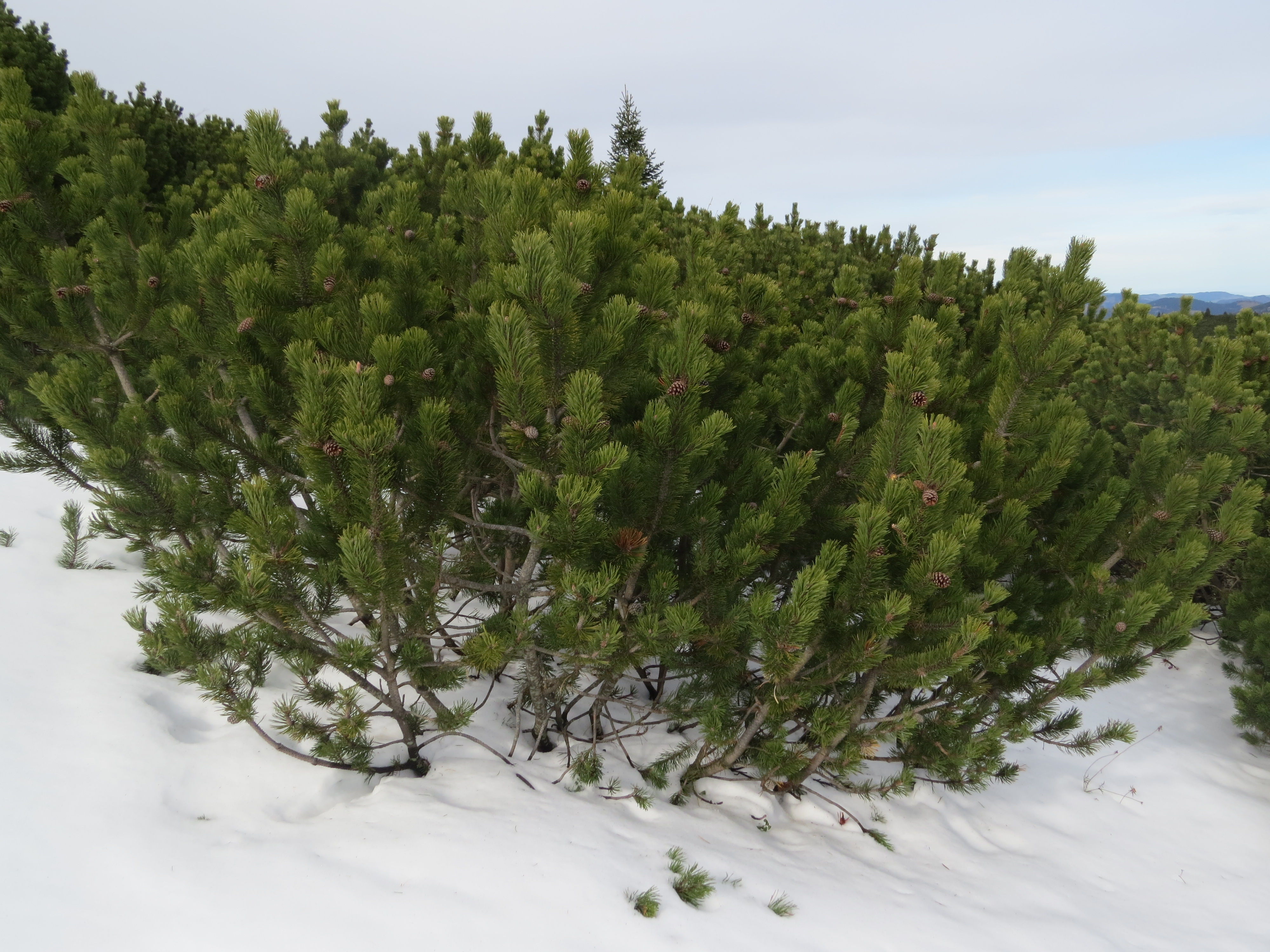
Horská borovice kleč (Pinus mugo)

- Borovice lesní (Pinus sylvestris)Horská borovice kleč (Pinus mugo)Sekce Pinus – Eurasie a Středomoří, výjimkou je pouze P. resinosa v Severní Americe a P. tropicalis na Kubě.

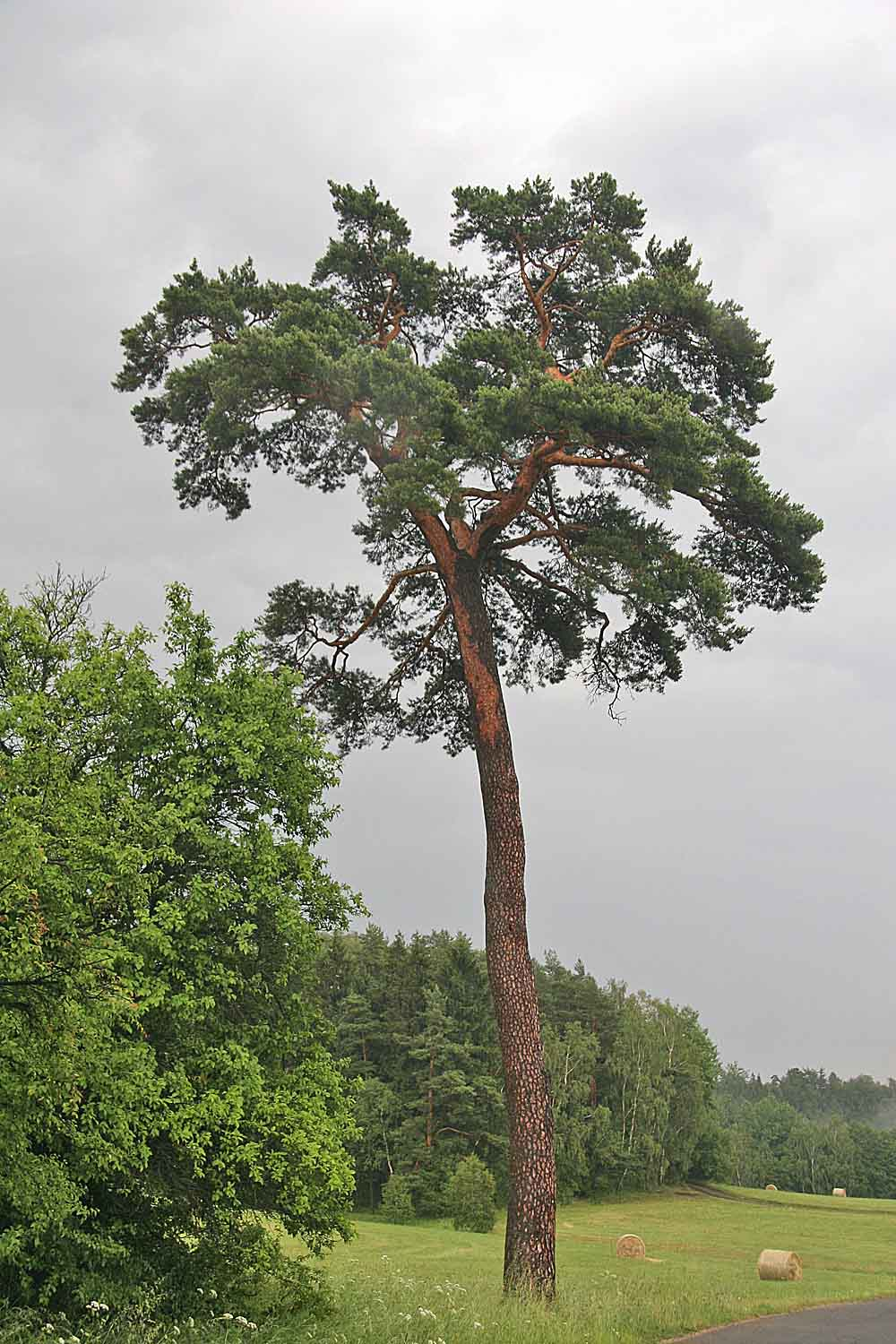
Borovice lesní (Pinus sylvestris)

  - Podsekce Pinus – dvou- nebo tříjehličné borovice Starého světa (kromě zmíněných výjimek), křídlo semene volně připevněné, opadavé
    - Pinus densata
    - Pinus densiflora – borovice hustokvětá
    - Pinus hwangshanensis – borovice hwangšanská
    - Pinus kesiya
    - Pinus luchuensis – borovice rjúkjúská (borovice luchenská)
    - Pinus massoniana – borovice Massonova
    - Pinus latteri
    - Pinus merkusii
    - Pinus mugo – borovice kleč
    - Pinus nigra – borovice černá
    - Pinus resinosa – borovice smolná
    - Pinus sylvestris – borovice lesní
    - Pinus tabuliformis – borovice deskovitá
    - Pinus taiwanensis – borovice tchajwanská
    - Pinus thunbergii – borovice Thunbergova
    - Pinus tropicalis
    - Pinus uncinata – borovice zobanitá, s dvěma poddruhy (borovice pyrenejská, borovice blatka); všechny též považovány za poddruhy borovice kleče
    - Pinus yunnanensis – borovice jünnanská

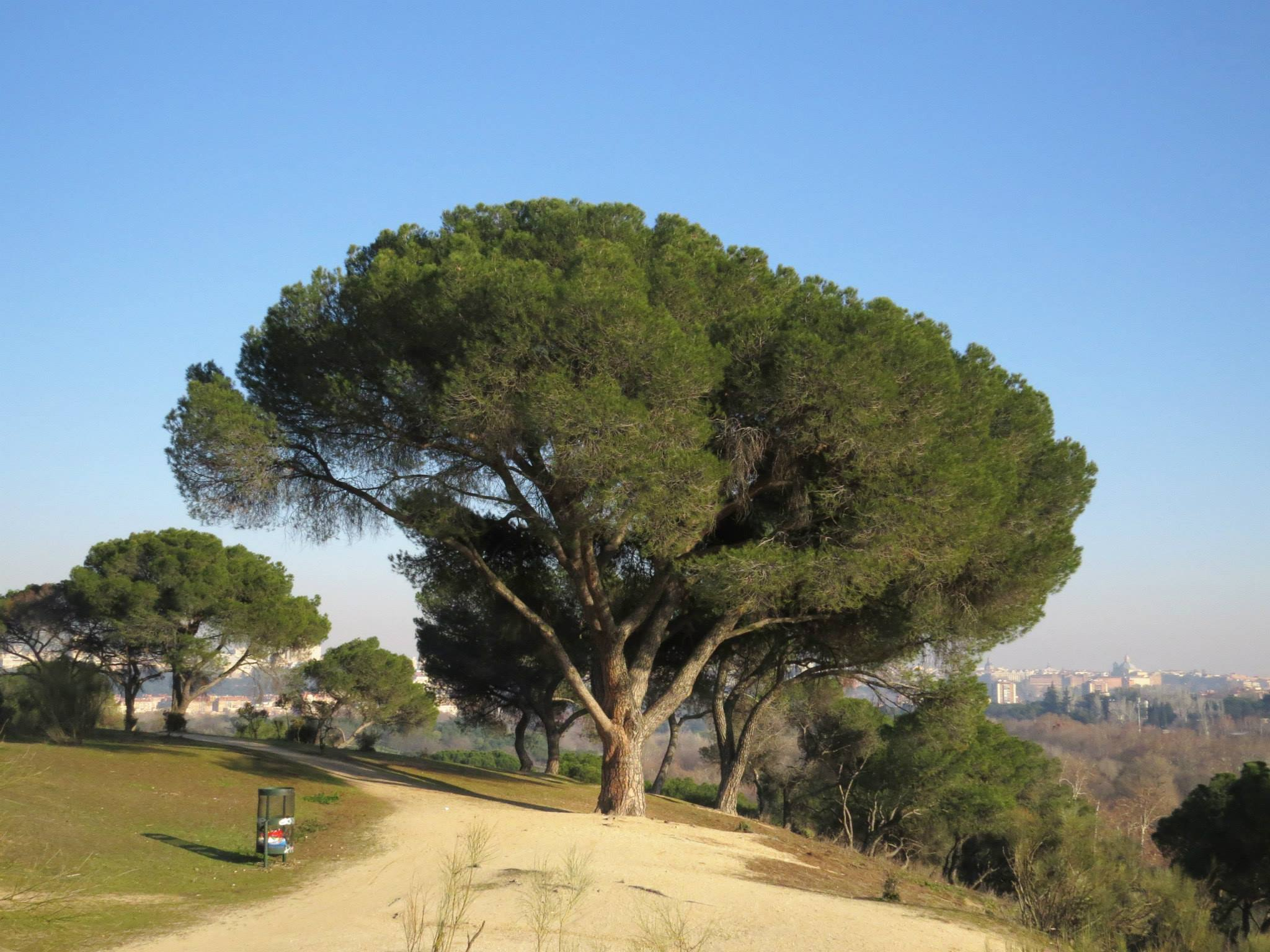
Borovice pinie (Pinus pinea)

  - Borovice pinie (Pinus pinea)Podsekce Pinaster – s výjimkou borovice dlouholisté středomořské rozšíření; šišky vždy bez osin nebo trnů, křídla semene pevně či volně připojená
    - Pinus brutia – borovice kalábrijská (syn. borovice anatolská)
    - Pinus canariensis – borovice kanárská
    - Pinus halepensis – borovice alepská
    - Pinus heldreichii – borovice Heldreichova (syn. borovice bělokorá)
    - Pinus pinaster – borovice přímořská (syn. borovice hvězdovitá)
    - Pinus pinea – borovice pinie
    - Pinus roxburghii – borovice dlouholistá
- Sekce Trifoliae

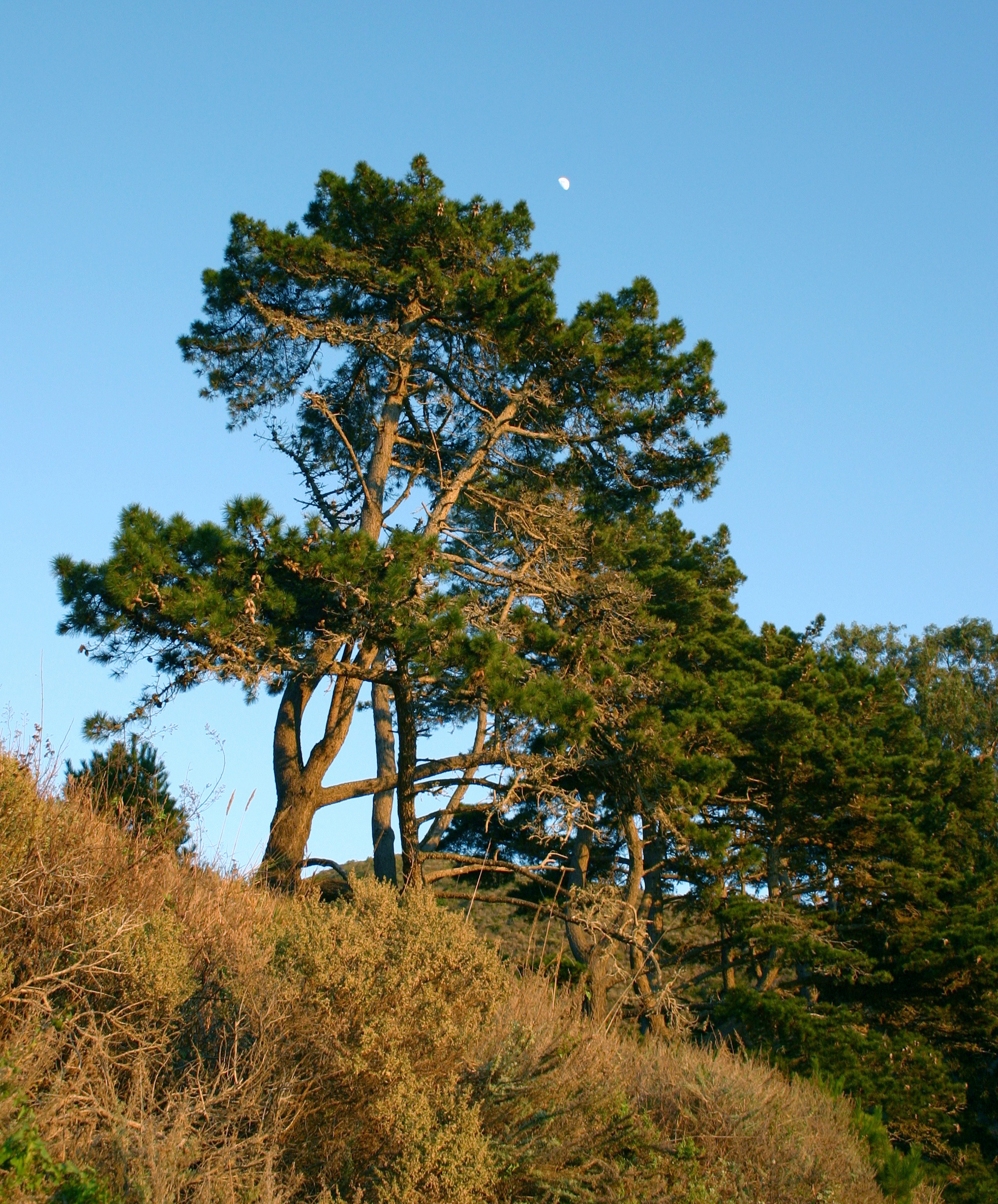
Borovice paprsčitá (Pinus radiata) na mysu Big Sur v Kalifornii

  - Borovice paprsčitá (Pinus radiata) na mysu Big Sur v KaliforniiPodsekce Attenuatae – kalifornské borovice, dobře adaptované na lesní požáry; některé zdroje tuto sekci neuznávají a řadí ji jako bazální větev následující sekce Australes[14]
    - Pinus attenuata – borovice zúžená (syn. borovice hrbolkatá)
    - Pinus muricata – borovice ostnitá (syn. borovice biskupská)
    - Pinus radiata – borovice paprsčitá (syn. borovice monterejská, 3 jehlice, var. binata 2)
    - Pinus glabra

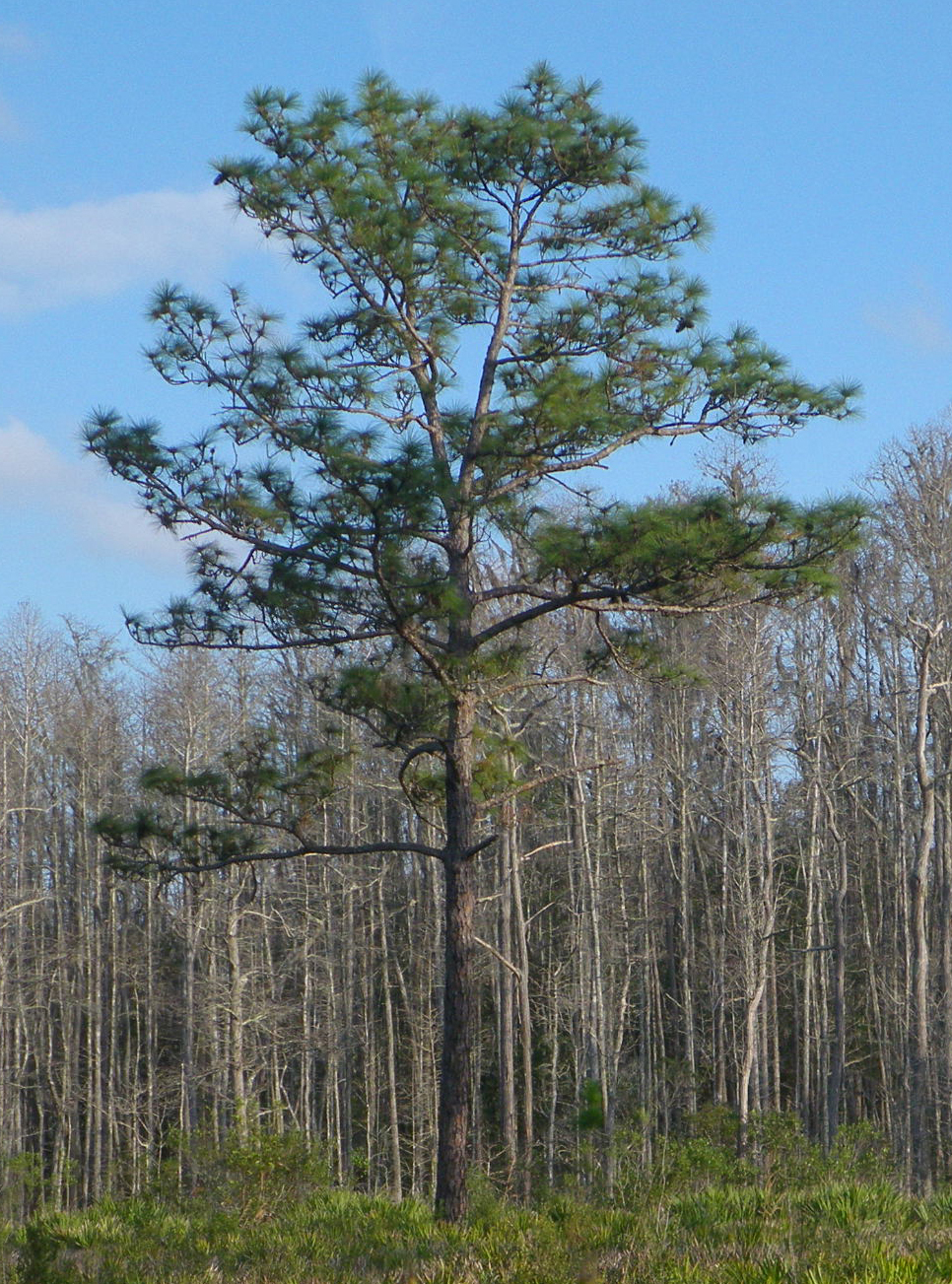
Borovice bahenní (Pinus palustris)

  - Borovice bahenní (Pinus palustris)Podsekce Australes – jehlice po dvou až po pěti; Severní Amerika, Mexiko, Střední Amerika, Karibik
    - Pinus caribaea – borovice karibská
    - Pinus cubensis
    - Pinus echinata – borovice ježatá
    - Pinus elliottii – borovice Elliottova
    - Pinus greggii
    - Pinus herrerae
    - Pinus jaliscana – borovice chaliská
    - Pinus lawsonii
    - Pinus leiophylla
    - Pinus lumholtzii – borovice Lumholtzova
    - Pinus occidentalis
    - Pinus oocarpa
    - Pinus palustris – borovice bahenní
    - Pinus patula – borovice rozložená
    - Pinus pringlei
    - Pinus praetermissa – borovice přehlížená
    - Pinus pungens – borovice pichlavá
    - Pinus rigida – borovice tuhá
    - Pinus serotina – borovice pozdní
    - Pinus taeda – borovice kadidlová
    - Pinus tecunumanii
    - Pinus teocote

  - Podsekce Contortae – jehlice po 2, Severní Amerika, Mexiko
    - Pinus banksiana – borovice Banksova
    - Pinus contorta – borovice pokroucená
    - Pinus clausa – borovice uzavřená
    - Pinus virginiana – borovice virginská

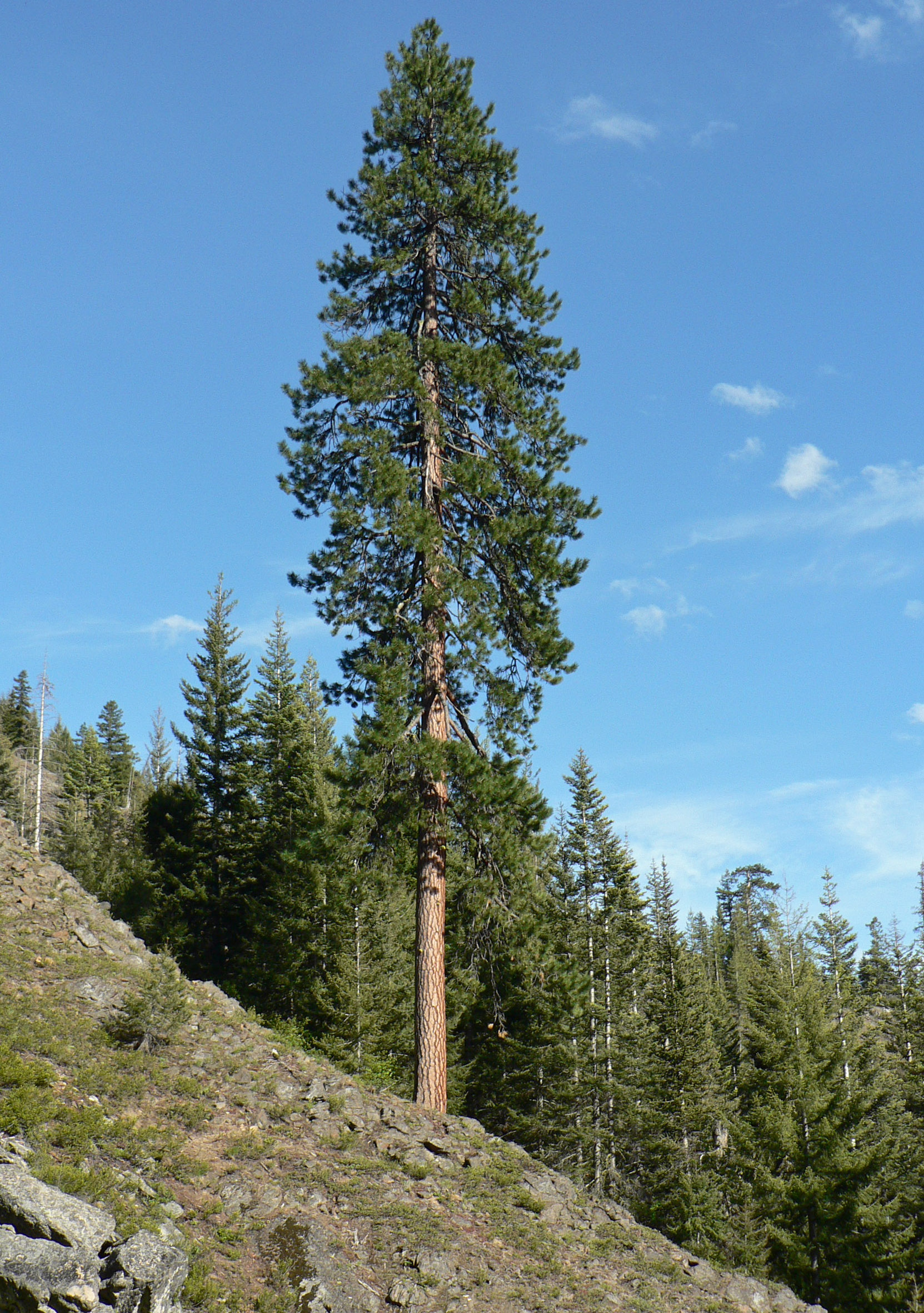
Borovice těžká (Pinus ponderosa)

  - Borovice těžká (Pinus ponderosa)Podsekce Ponderosae – jehlice po 2, 3, 5 nebo 8, opadavé křídlo semene; Střední Amerika, Mexiko, západ Spojených států, jihozápad Kanady
    - Pinus apulcensis
    - Pinus arizonica – borovice arizonská
    - Pinus cooperi
    - Pinus coulteri – borovice Coulterova (3)
    - Pinus devoniana – borovice mičoakánská
    - Pinus douglasiana – borovice Douglasova
    - Pinus durangensis – borovice durangská
    - Pinus engelmannii – borovice Engelmannova
    - Pinus hartwegii – borovice Hartwegova
    - Pinus jeffreyi – borovice Jeffreyova (3)
    - Pinus maximinoi
    - Pinus montezumae – borovice Montezumova
    - Pinus ponderosa – borovice těžká (2–3)
    - Pinus pseudostrobus – borovice pavejmutka (5)
    - Pinus sabiniana – borovice Sabineova
    - Pinus torreyana – borovice Torreyova
    - Pinus washoensis
    - Pinus yecorensis

### PodrodStrobus

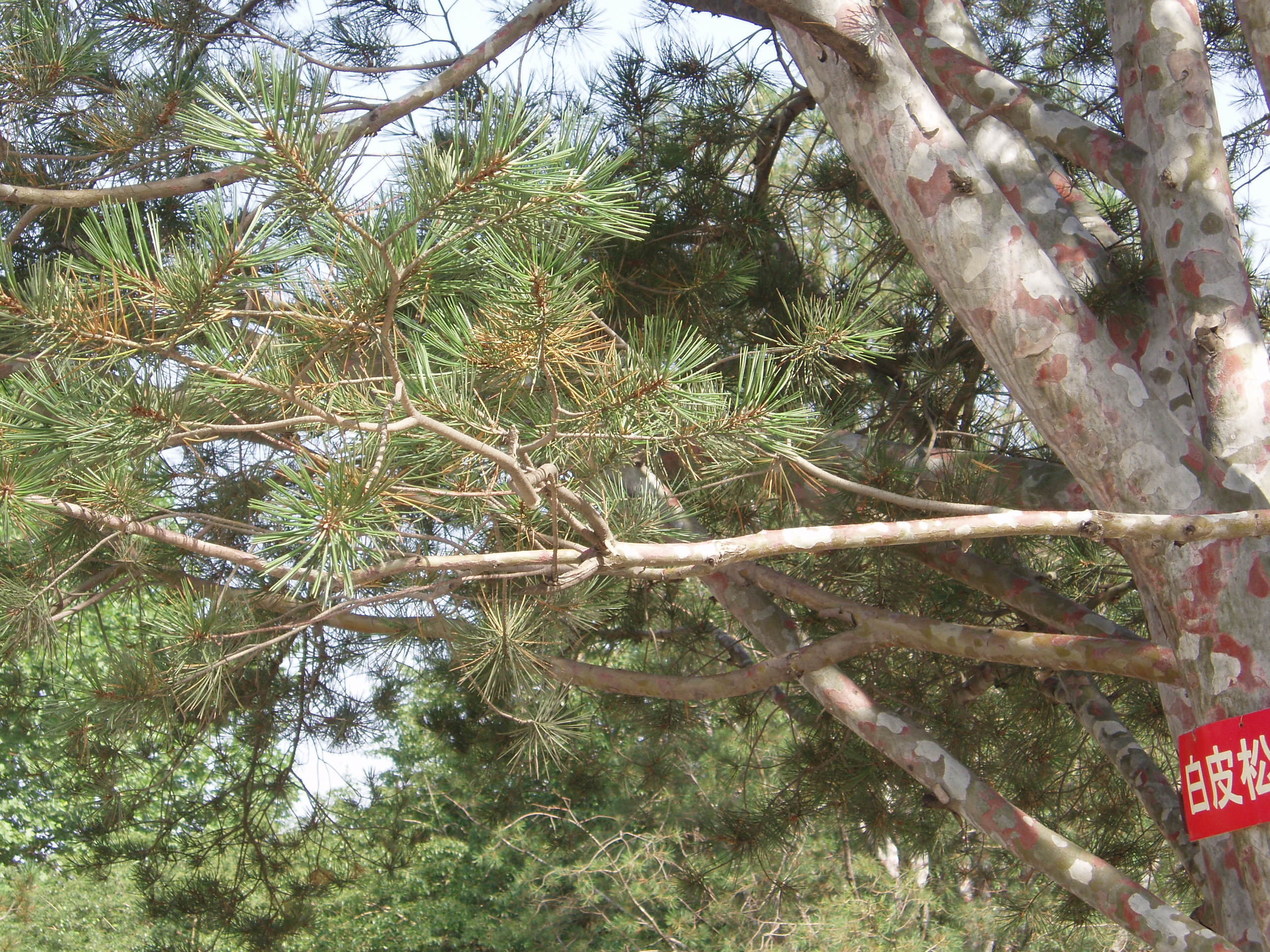
Borovice Bungeova (Pinus bungeana) s typicky odlupčivou borkou

Též Haploxylon či „měkké“ borovice, cca 40 druhů. Obvykle 3 nebo 5 (někdy i 1 nebo 2) jehlic ve svazečku s opadavou pochvou, jehlice s jedním cévním svazkem, průduchy převážně na vnitřní straně jehlice. Pupek (umbo) umístěn až na výjimky na konci semenné šupiny.
- Sekce Quinquefoliae
  - Podsekce Krempfianae – 2 jehlice, šišky bez trnů, Vietnam
    - Pinus krempfii – borovice Krempfova

  - Podsekce Gerardianae – 3–5 jehlic, jihovýchodní Asie, Himálaj
    - Pinus bungeana – borovice Bungeova
    - Pinus gerardiana – borovice Gerardova
    - Pinus squamata – borovice šupinatá

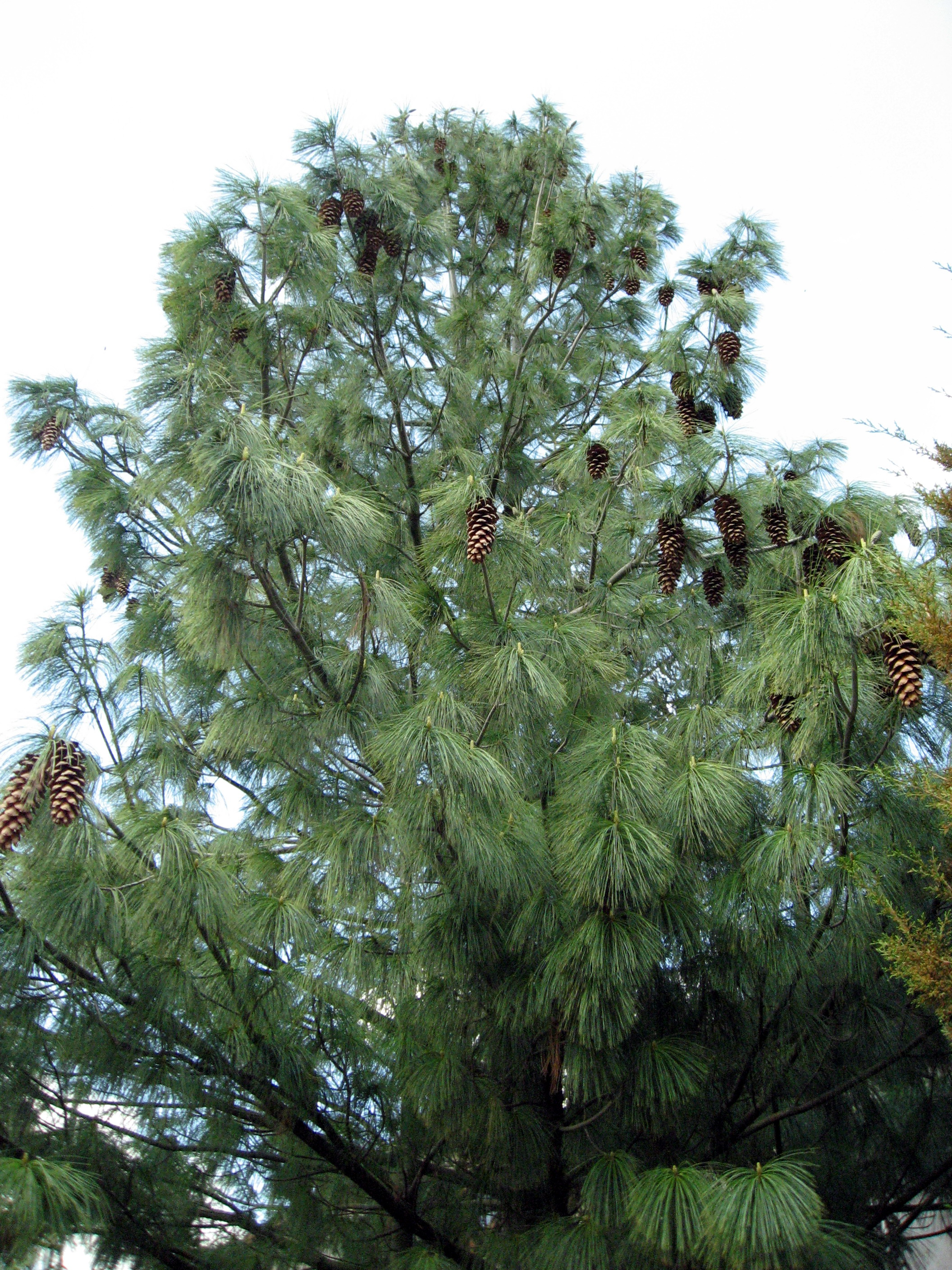
Borovice himálajská (Pinus wallichiana)

  - Borovice vejmutovka (Pinus strobus)Borovice limba (Pinus cembra)Borovice himálajská (Pinus wallichiana)Podsekce Strobus – 5 jehlic; Severní Amerika, Mexiko, Evropa a Asie

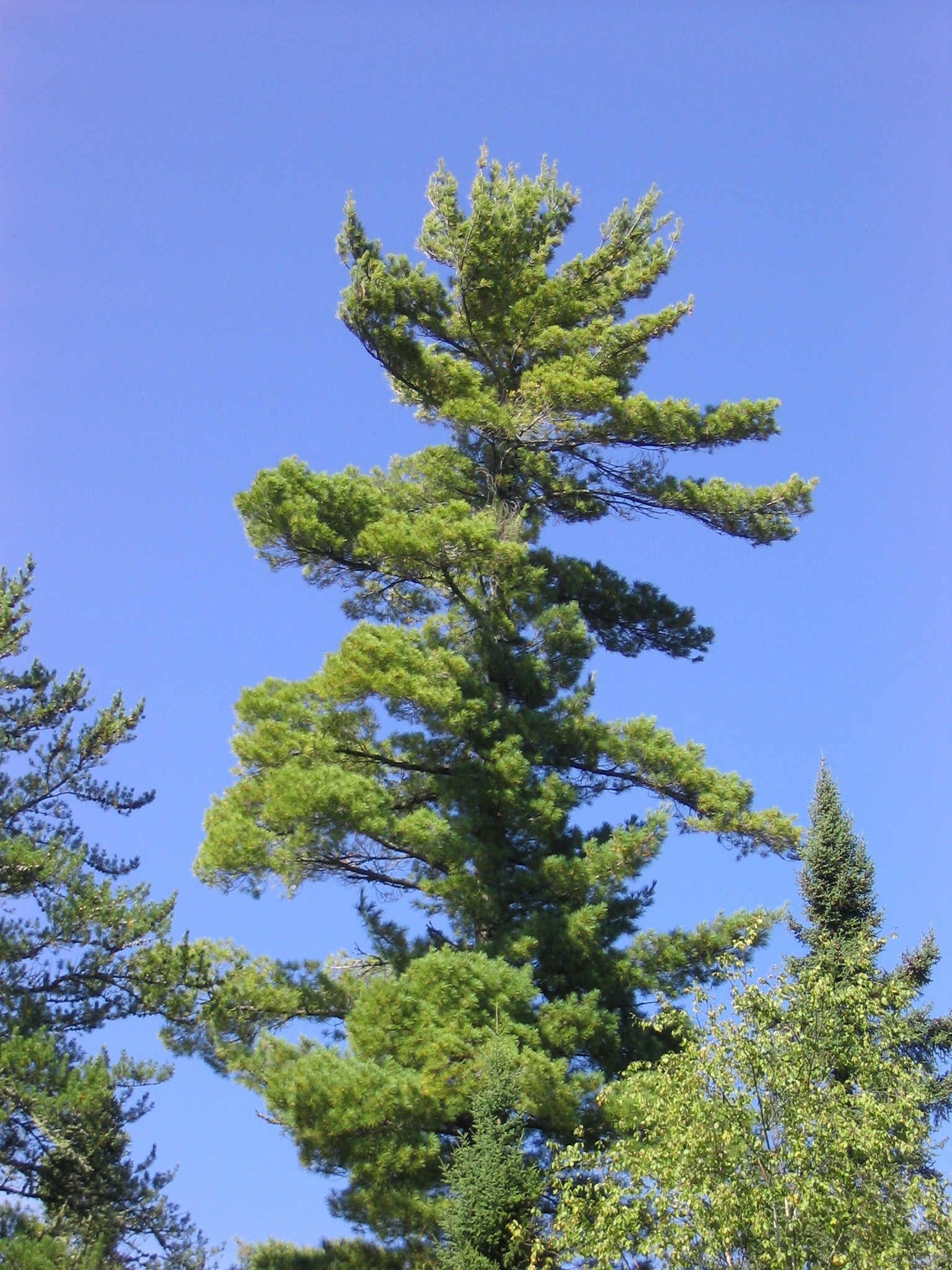
Borovice vejmutovka (Pinus strobus)

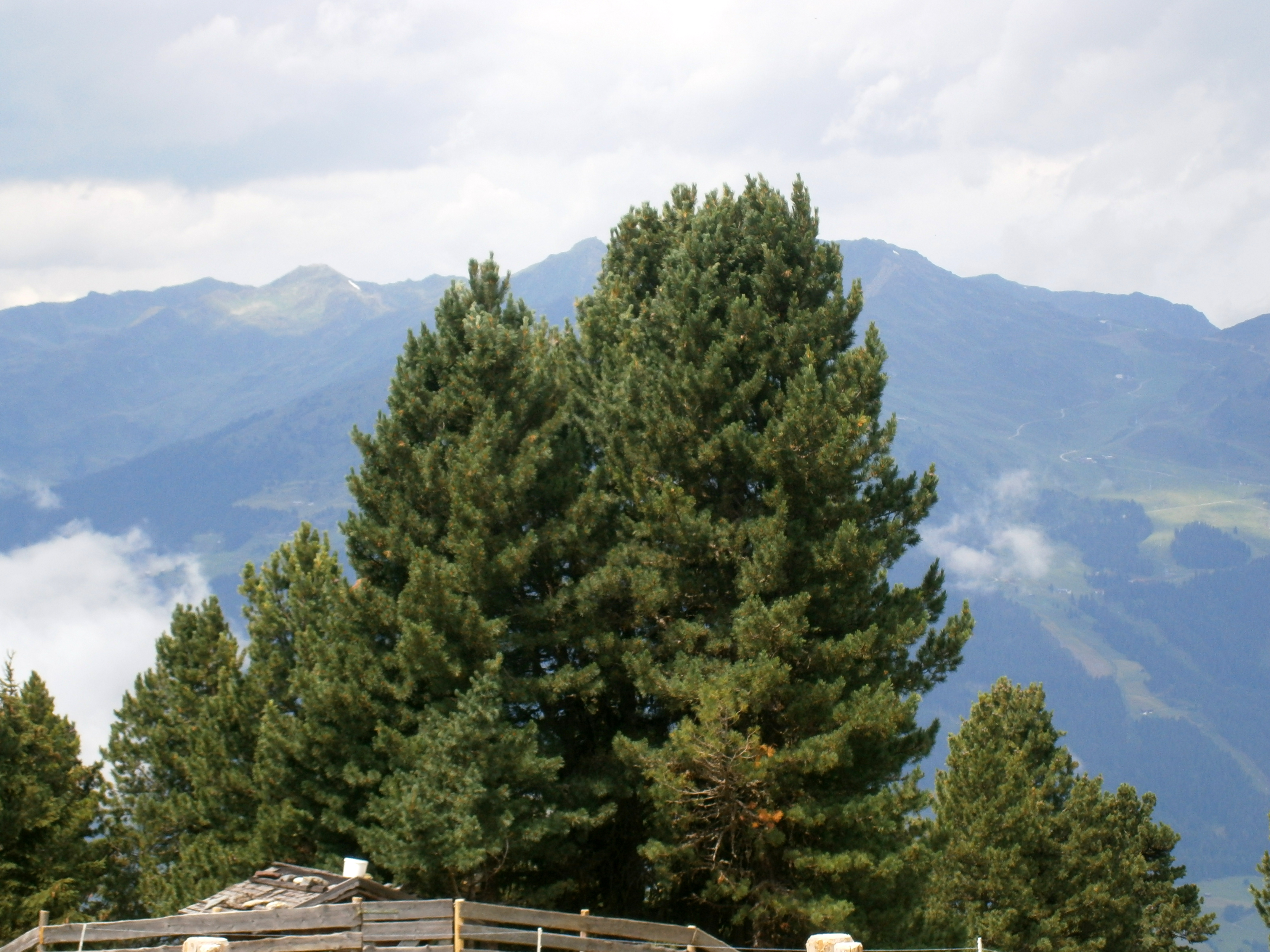
Borovice limba (Pinus cembra)

    - Pinus albicaulis – borovice bělokmenná
    - Pinus amamiana – borovice jakušimská
    - Pinus anemophila – borovice větromilná
    - Pinus armandii – borovice Armandova
    - Pinus ayacahuite – borovice mexická
    - Pinus bhutanica
    - Pinus cembra – borovice limba
    - Pinus chiapensis
    - Pinus dabeshanensis – borovice dabiešanská
    - Pinus dalatensis – borovice dalatská
    - Pinus fenzeliana – borovice Fenzelova
    - Pinus flexilis – borovice ohebná
    - Pinus koraiensis – borovice korejská
    - Pinus kwangtungensis – borovice kwangtungská
    - Pinus lambertiana – borovice Lambertova
    - Pinus monticola – borovice pohorská
    - Pinus morrisonicola – borovice morrisonská
    - Pinus parviflora – borovice drobnokvětá
    - Pinus peuce – borovice rumelská
    - Pinus pumila – borovice zakrslá
    - Pinus sibirica – borovice sibiřská
    - Pinus strobiformis – borovice vejmutovkovitá
    - Pinus strobus – borovice vejmutovka
    - Pinus wallichiana – borovice himálajská
    - Pinus wangii – borovice Wangova
- Sekce Parrya
  - Podsekce Nelsoniae – jehlice po třech, semena bez křídel; severovýchodní Mexiko
    - Pinus nelsonii – borovice Nelsonova

  - Podsekce Rzedowskianae – Mexiko
    - Pinus maximartinezii – borovice Martínezova
    - Pinus pinceana – borovice Pinceova
    - Pinus rzedowskii – borovice Rzedowského

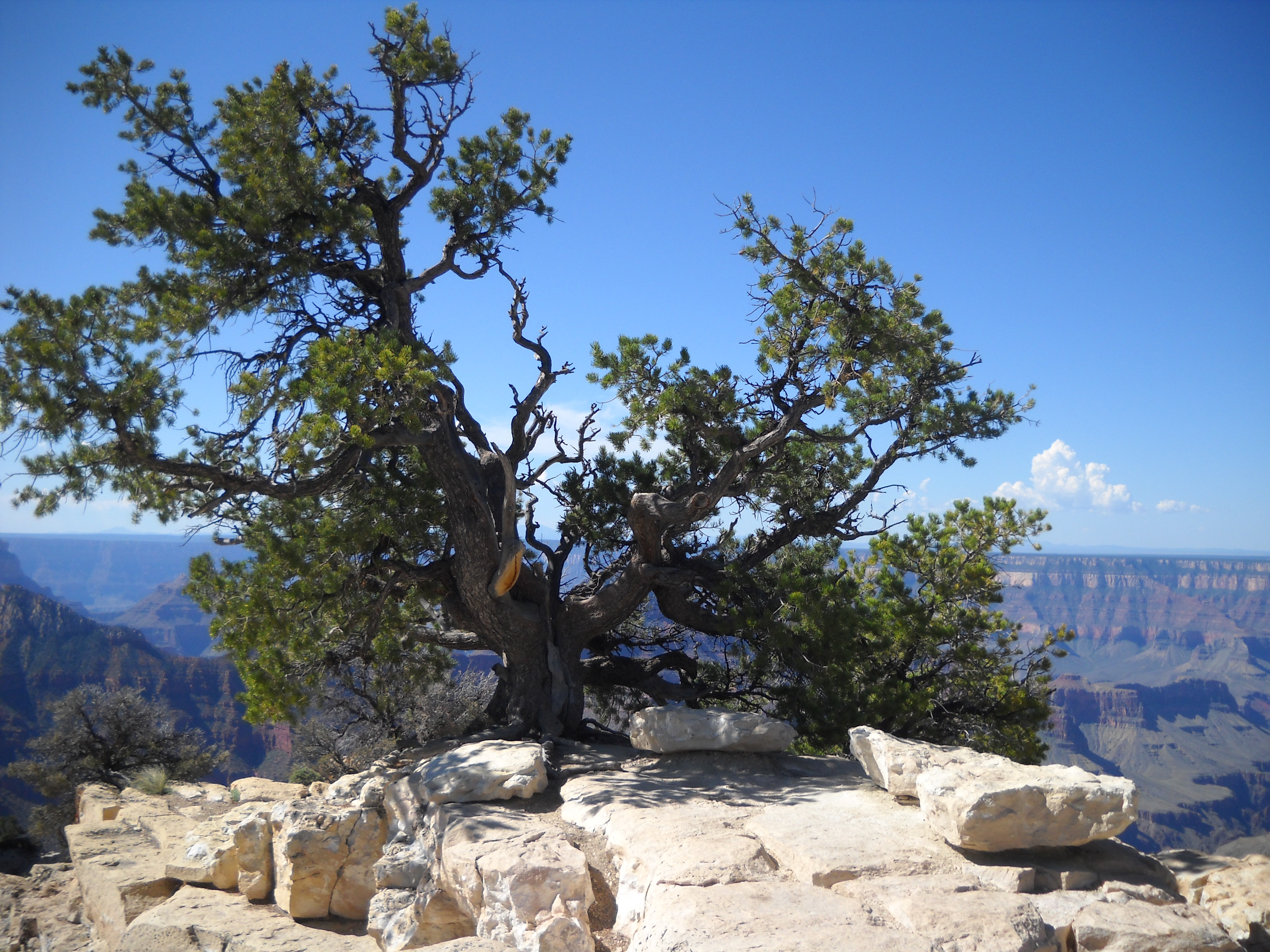
Borovice jedlá (Pinus edulis)

  - Borovice jedlá (Pinus edulis)Podsekce Cembroides – jehlice po 1–5, někdy po 6, semena obvykle bez křídel; Mexiko, jihozápad Spojených států
    - Pinus cembroides – borovice limbovitá
    - Pinus culminicola – borovice vrcholová
    - Pinus discolor
    - Pinus edulis – borovice jedlá
    - Pinus johannis
    - Pinus monophylla – borovice jednolistá
    - Pinus orizabensis
    - Pinus quadrifolia
    - Pinus remota

  - Podsekce Balfourianae – jehlice po 5, jihozápad Spojených států
    - Pinus aristata – borovice osinatá
    - Pinus balfouriana – borovice Balfourova
    - Pinus longaeva – borovice dlouhověká

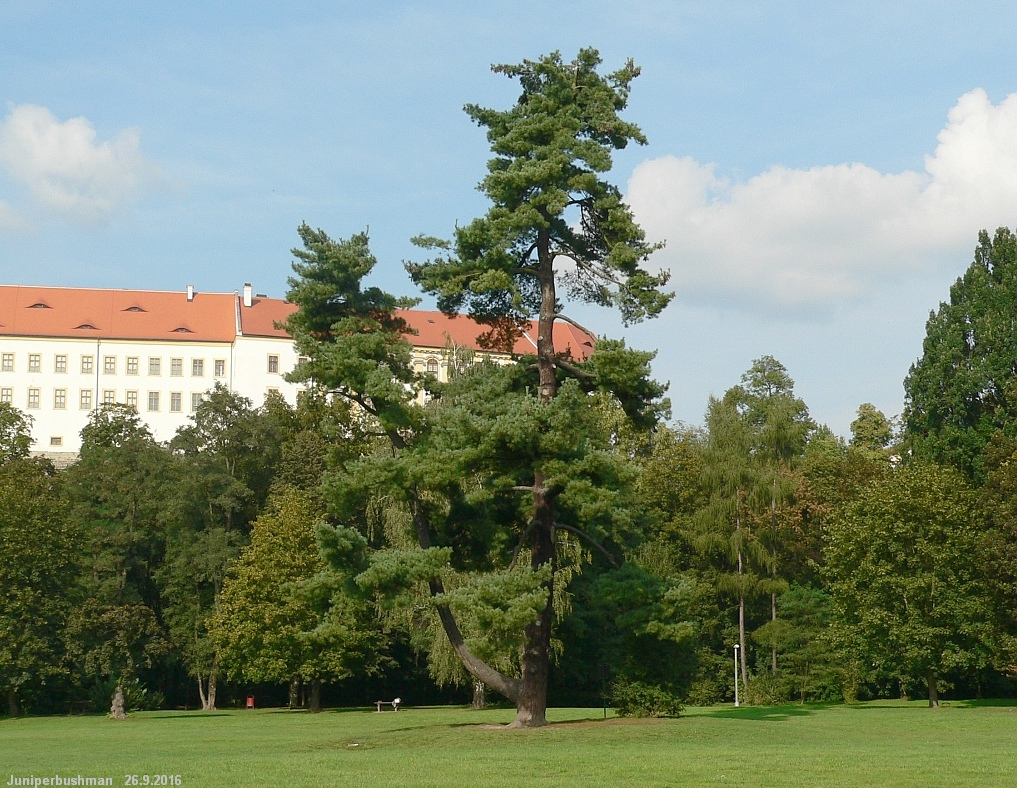
Borovice Schwerinova

### Významnější kříženci
Jak již bylo uvedeno, mnohé druhy borovic se v přírodě i v kultuře navzájem snadno kříží a na překryvu areálů více druhů mohou vytvářet i poměrně nepřehledné hybridní roje obtížně určitelných jedinců (například agregát druhů borovice kleče). Níže jsou uvedeni významnější kříženci, s nimiž se lze setkat v kulturních výsadbách nebo ve volné přírodě.
- Pinus ×schwerinii – borovice Schwerinova; kulturní kříženec borovice himálajské a vejmutovky, příležitostně vysazovaný
- Pinus ×hakkodensis – borovice honšúská; kříženec borovice drobnokvěté a zakrslé, vytvářející rozsáhlé přirozené populace na japonském ostrově Honšú
- Pinus ×reflexa – borovice ohnutá; přirozený kříženec severoamerických borovic P. flexilis a P. strobiformis
- Pinus ×funebris – borovice mandžuská; přírodní kříženec borovice hustokvěté a lesní, vytvářející rozsáhlé populace na Dálném východě a ve východní Asii
- Pinus ×murraybanksiana – spontánní přírodní i kulturní kříženec borovice Banksovy a různých poddruhů borovice pokroucené
- Pinus ×rhaetica – borovice švýcarská; komplex několika menších taxonů vzniklých přirozenou hybridizací různých poddruhů borovice zobanité a borovice lesní
- Pinus ×ascendens – borovice vystoupavá; komplex několika menších taxonů vzniklých přirozenou hybridizací různých poddruhů borovice zobanité a borovice kleče; varianta skalickyi (kříženec kleče a blatky, dříve popisovaný jako Pinus ×pseudopumilio, borovice rašelinná) je ekologicky vázána na středoevropská rašeliniště[31][32]

## Význam a využití

### Pryskyřice a silice

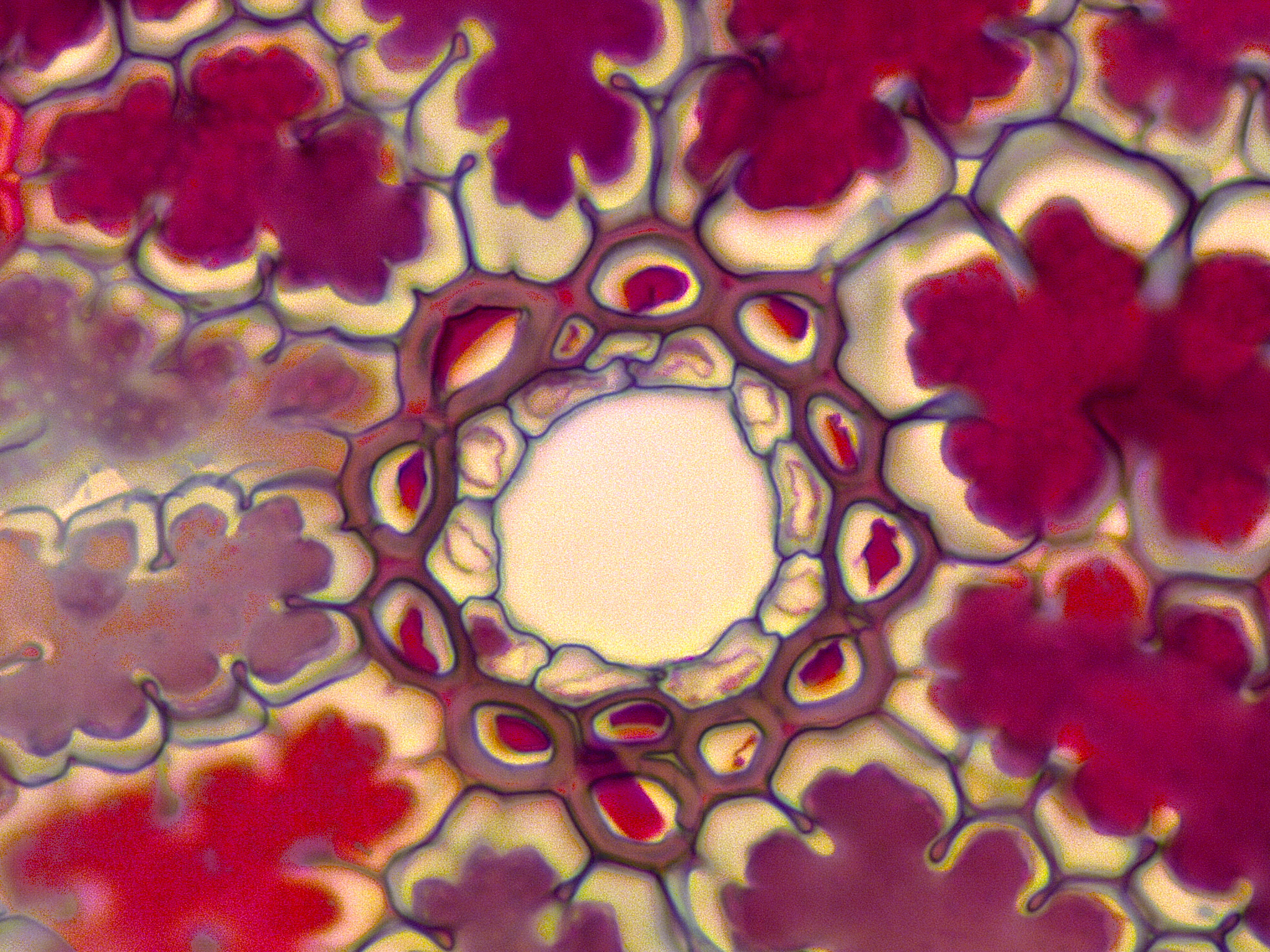
Pryskyřičný kanálek v jehlici borovice – mikroskopický snímek

Na aromatickou pryskyřici jsou bohaté všechny druhy borovic, využívány jsou však mnohem více druhy „tvrdých borovic“, tedy z podrodu Pinus, jako středomořská borovice přímořská, kalábrijská nebo halepská, dále borovice lesní a černá, severoamerické borovice Elliotova a bahenní nebo asijské borovice dlouholistá či Massonova; k hlavním světovým producentům patří Čína, Indonésie, Rusko, Portugalsko a v minulosti též USA, ale velkou produkci má též Jihoafrická republika nebo Keňa, kde rostou borovice pouze introdukovaně. V mnoha zemích včetně České republiky jsou naopak tradiční způsoby těžby spočívající v nařezávání a odkorňování živých stromů a zachytávání prýštící pryskyřice (tzv. smolaření) již zakázány. Pryskyřice se hojně využívala jednak mechanicky pro utěsňování a impregnaci lodí, ale též jako léčivo nebo přírodní lepidlo. Je také zdrojem přírodního terpentýnu, který je spolu se svým destilačním zbytkem (kalafunou) výchozí surovinou pro množství dalších produktů, jako laky, rozpouštědla k ředění barev, insekticidní přípravky, gumy, tiskové barvy atd. Ze dřeva borovice černé prosyceného pryskyřicí se na Balkáně vyráběly louče na svícení. Pryskyřice borovice halepské je v Řecku přidávána do bílého vína, nazývaného retsina.
Borová silice obsahuje celou řadu terpenických látek, jako alfa a beta pinen, limonen, kamfen, felandren, geraniol, linalool, citronellol, borneol a další. Éterické oleje se destilují především z borovice lesní a z kosodřeviny (kleče), a to parní destilací z čerstvých větviček, jehlic a šišek. Mají zklidňující, analgetické, antiseptické a antibakteriální účinky a užívají se v aromaterapii i v lékařství, především jako součást různých antirevmatických, hojivých a masážních mastí, při bolavých kloubech, artritidě nebo různých pohmožděninách a drobných poraněních, dále ke koupelím, potírání a inhalacím při nachlazení a chorobách dýchacích cest stejně jako při péči o pleť a kožních nemocech včetně lupénky. Jejich příjemná vůně v aromaterapii pomáhá zklidňovat nervový systém, ulevovat při stresu, uvolňovat úzkost a tenzi a osvěžovat mysl. Jsou také součástí různých parfémů, aromatických mýdel, osvěžovačů vzduchu a podobných přípravků.

### Dřevo, jehličí a kůra

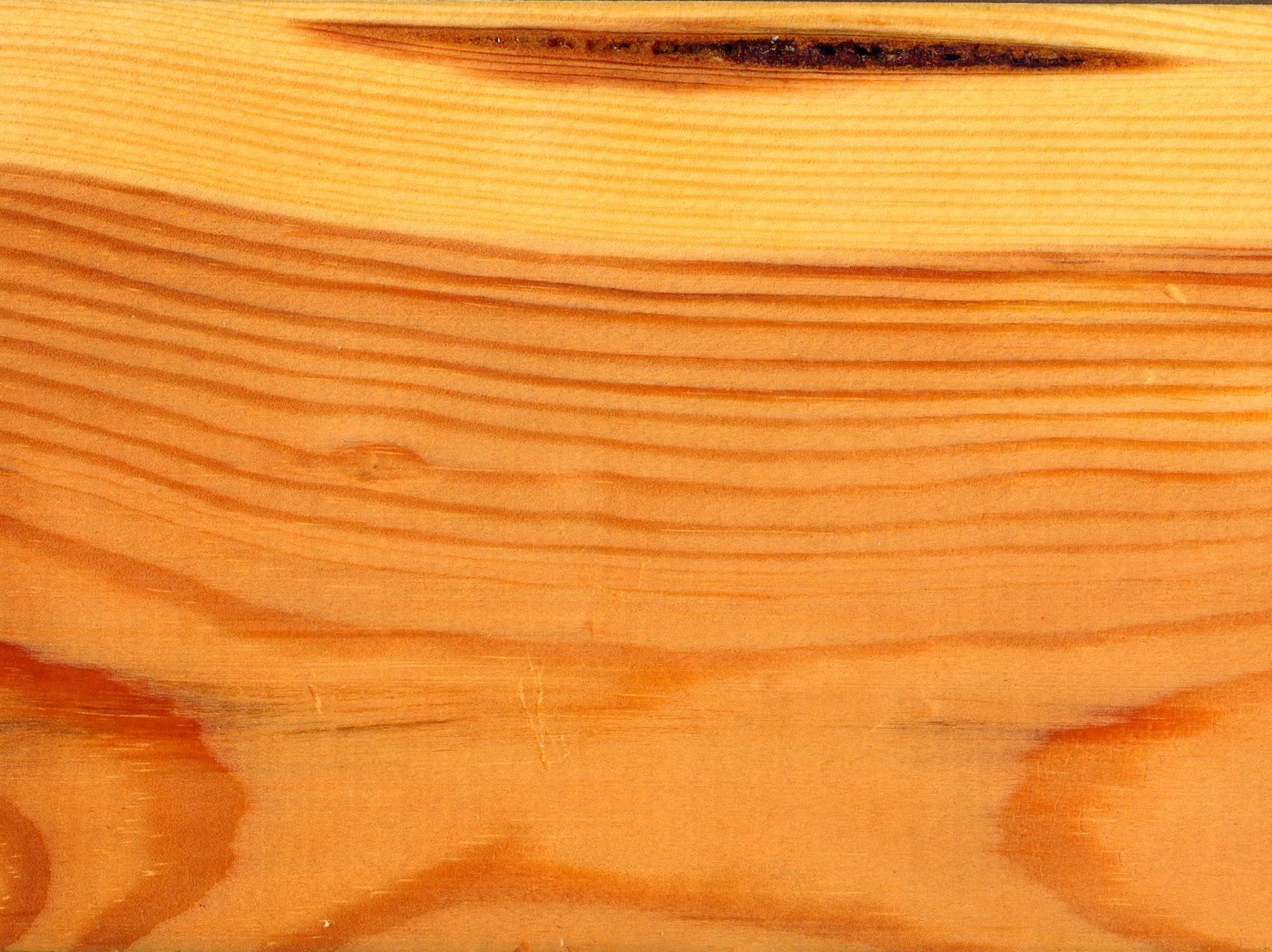
Dřevo borovice lesní

Borovice poskytují kvalitní dřevo s širokým spektrem využití; vedle smrku jsou nejpoužívanějším jehličnatým stromem v dřevařském průmyslu. Vzhledem k velkému druhovému bohatství a proměnlivosti borovic existují značné rozdíly i v charakteristice jejich dřeva. Obecně vzato je měkčí až středně tvrdé, dobře opracovatelné, avšak silně pryskyřičné, s výraznou kresbou letokruhů; bělové dřevo je světle krémové až okrové, jádrové v odstínech oranžové, načervenalé a hnědé. Pro vysoký obsah pryskyřice velmi dobře hoří. Dřevo tzv. „tvrdých borovic“ (Pinus) je tvrdší a hutnější – z často průmyslově využívaných druhů více např. u borovice bahenní (650 kg/m3) nebo kadidlové, méně u borovice těžké (450 kg/m3), Jeffreyovy, lesní (550 kg/m3) či černé –, s hrubší strukturou a výraznějšími letokruhy. Naopak u „měkkých borovic“ (Strobus) je dřevo měkké, málo odolné, s jemnou strukturou a méně výraznými letokruhy; nejvyužívanějšími měkkými borovicemi jsou vejmutovka (průměrná hustota 400 kg/m3, borovice Lambertova a borovice pohorská. Dřevo se používá na výrobu nábytku, na okna a dveře včetně rámů, na trámoví, podvaly a „polštáře“ pod podlahy, též jako stavební dřevo či na výrobu buničiny. Proti smrku se hůře natírá, lakuje, lepí a moří, při nevhodném zpracování časem modrá.
Ze stavebního hlediska je dřevo díky vysokému obsahu pryskyřice odolné proti vlivu vlhkosti – osvědčuje se v prostředí se střídajícím se suchem a vlhkem. Jeho nevýhodou je vyšší křehkost a menší pružnost, i proto se nedoporučuje používat na konstrukční prvky namáhané ohybem. Vadou dřeva je, že se z něho po čase uvolňují suky.
Kůra borovic obsahuje antioxidační látky, flavonoidy, třísloviny a množství vitamínů a byla konzumována např. americkými indiány po celá staletí. Jako prostředek proti kurdějím byla využívána ruskými kozáky na Sibiři a Dálném východě, vyrábí se z ní rovněž potravní doplňky, např. Pycnogenol. Jehličí se využívá na podestýlky, mulče nebo k balení zboží, z dlouhých, pevných a ohebných jehlic borovice karibské se v Nikaragui pletou ozdobné rohože a koše. Čaj z borového jehličí a čerstvých větviček či pupenů obsahuje značné množství vitamínu C a antioxidantů zabraňujících oxidačnímu stresu buněk a napomáhajících celkovému pročištění a regeneraci organismu a posílení imunity.

### Semena

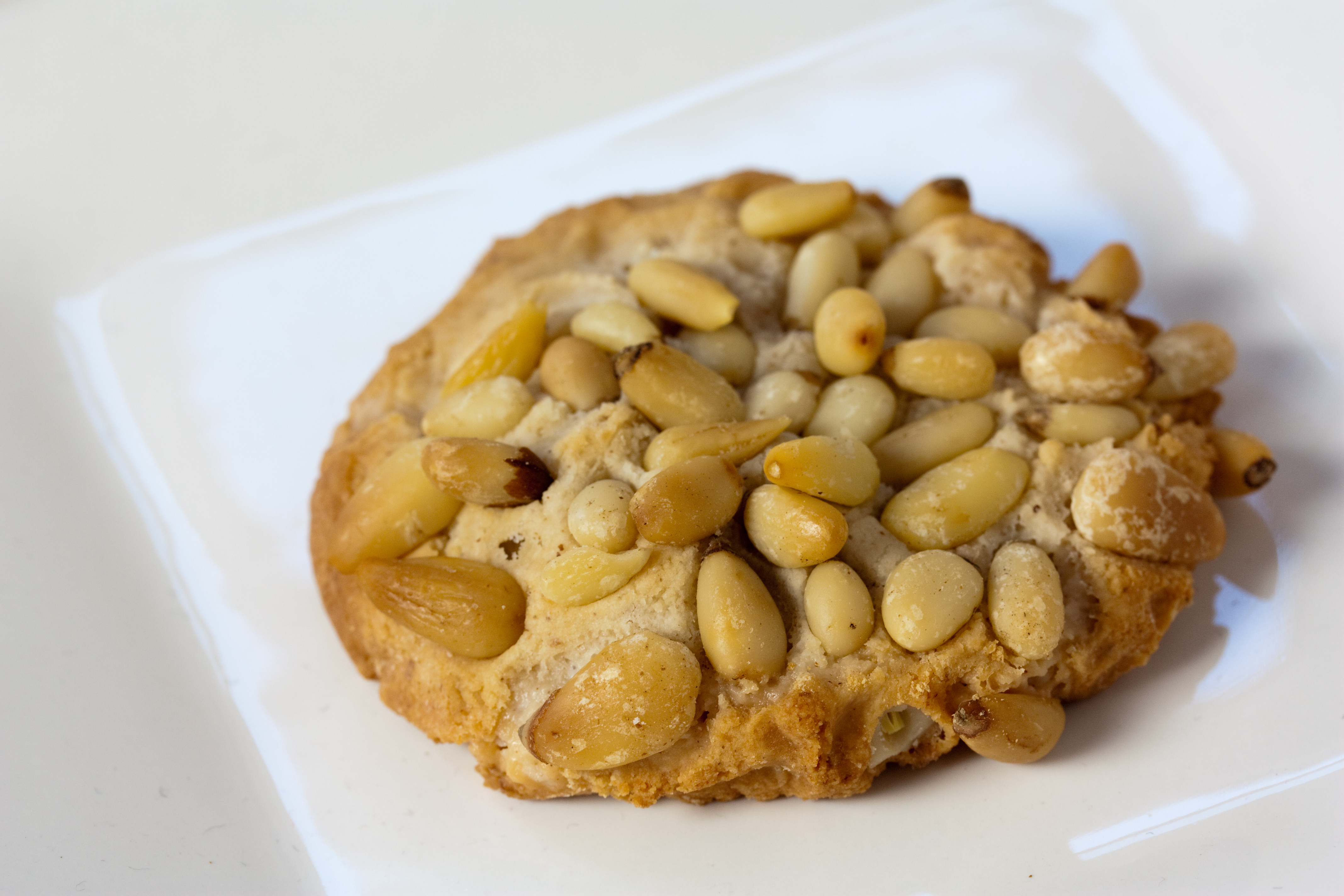
Sušenka s piniovými semínky

Semena borovic jsou jedlá a u druhů s velkými semeny po staletí sloužila lidem jako vydatný zdroj potravy, neboť mají značnou výživovou hodnotu, srovnatelnou s mnoha druhy ořechů, jako jsou pekany, kešu či vlašské ořechy, případně i arašídy. Obsahují množství bílkovin, sacharidů, tuků, vitamínů (B, E, K) a minerály jako hořčík, draslík, mangan a zinek. V gastronomii je lze využívat mnoha způsoby: syrové nebo pražené, do salátů a dezertů blízkovýchodní kuchyně, na zdobení pečiva nebo mleté do kaše; jsou též neodmyslitelnou součástí italského pesta.
Ve Středomoří se minimálně už od antických dob využívala semena borovice pinie, tzv. piniové oříšky; jejich pozůstatky byly nalezeny i ve vykopávkách Pompejí a dle pramenů se těšily velké oblibě, mimo jiné i jako afrodiziakum. Dalšími významnými eurasijskými druhy „jedlých“ borovic jsou borovice limba, borovice zakrslá a borovice sibiřská, z jejíchž semen, v Rusku nazývaných „cedrové ořechy“ (кедровые орехи, kedrovyje orjechi), se též lisuje jedlý olej, a dále borovice korejská nebo borovice Gerardova. V Severní Americe má jedlá semena např. borovice těžká či borovice Coulterova; nejvýznamnější úlohu však hraje v této oblasti skupina zhruba 13 druhů borovic rostoucích na jihozápadě Spojených států amerických a v Mexiku, lokálně zvaná „piñóny“. K nejdůležitějším patří borovice jedlá, borovice limbovitá, borovice jednolistá, Pinus johannis, Pinus remota a další; odnepaměti byly využívány místními indiánskými kmeny jako jedna ze základních potravin.
Semena některých variant borovice Armandovy, která někdy bývají přimíchána v nekvalitních prodávaných směsích (převážně z Číny), mohou však u některých osob způsobit ztrátu či změnu vnímání chuti (tzv. Pine Nut Syndrome, syndrom piniového oříšku), kdy je chuť veškerých konzumovaných potravin po dobu několika dnů až týdnů přebita podivnou kovovou pachutí.

### Okrasné zahradnictví

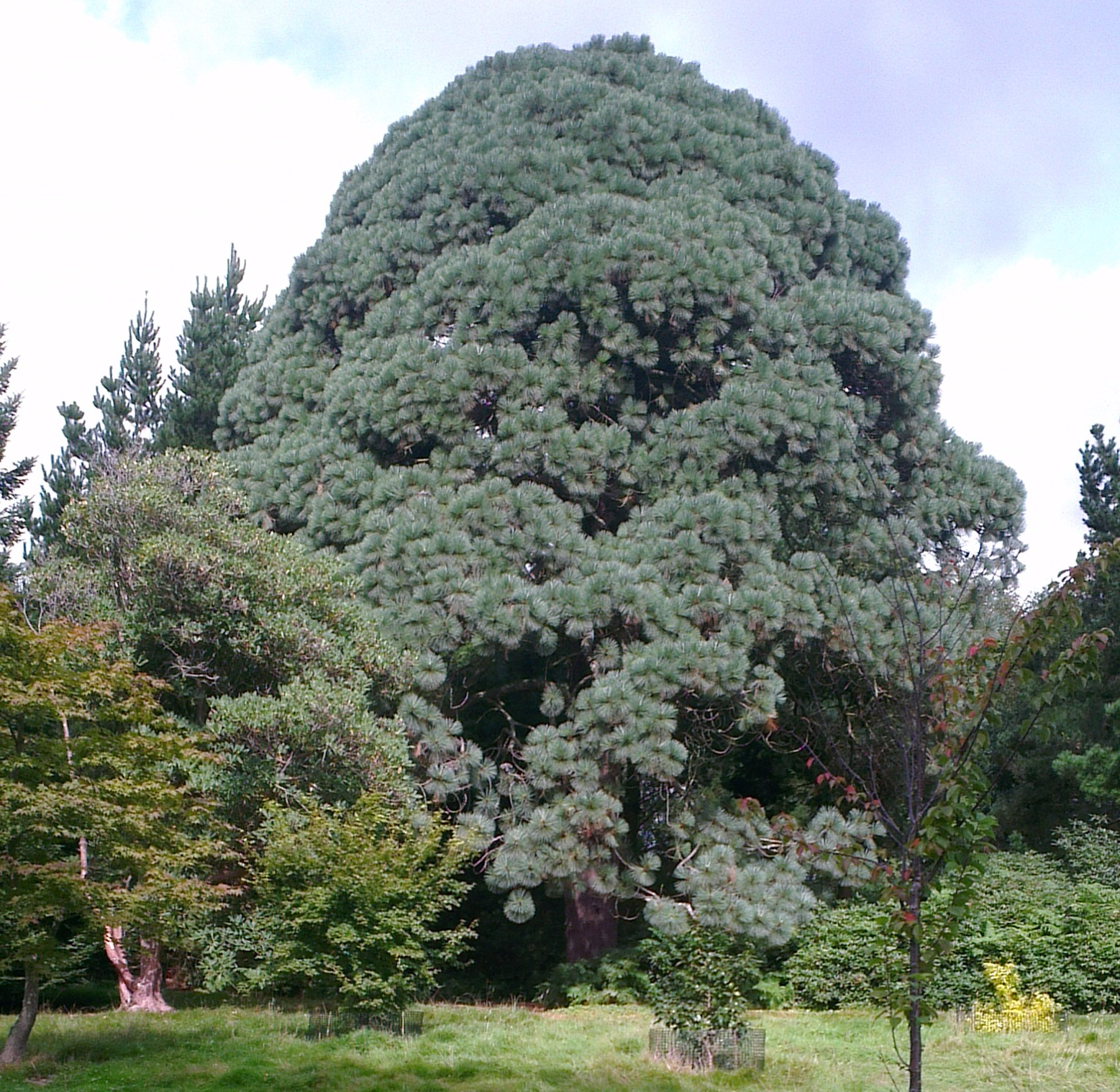
Exotický vzhled borovice Montezumovy v parku v Sheffieldu

Borovice patří pro svou nenáročnost, vytrvávající jehličí a atraktivní habitus k oblíbeným okrasným dřevinám a pro tyto účely bylo vyšlechtěno množství kultivarů. Uspořádání koruny je zpravidla měkčí, vzdušnější a živější než u jiných jehličnanů, např. smrku či jedle, esteticky zajímavé mohou být i šišky, pokroucené větve nebo rezavě oranžový kmen u borovice lesní. Dobře se uplatňují v zahradních i krajinářských úpravách, jako solitéry nebo ve skupinách. Pro sadovnické použití se množí obvykle semeny, vzácnější druhy a kultivary lze také roubovat na podnož z odolného příbuzného druhu. Ve výsadbách borovice dobře harmonují např. s břízami, duby, jalovci, různými vřesy, akátem, hlohem a dalšími listnáči s malebnými korunami. Zakrslé a poléhavé keřovité druhy se hodí pro výsadbu do nádob, na balkóny, terasy nebo skalky. Díky obsahu aromatických silic jsou borovice často vysazovány v lázeňských městech a jejich parcích.
Ve středoevropských podmínkách patří k nejčastěji pěstovaným stromům borovice lesní, borovice černá nebo americká borovice vejmutovka, vzácněji potom např. borovice těžká, Jeffreyova, himálajská nebo limba. V menších zahradách se uplatní málo vzrůstné až keřovité druhy jako blatka, kleč, kultivary borovice osinaté s typickými kapičkami pryskyřice na jehlicích a osinatými šiškami nebo pomalu rostoucí borovice pokroucená či drobnokvětá. Po celém Středomoří je rozšířena borovice pinie poskytující žádaný stín svou široce deštníkovitou korunou.
Mnohé druhy borovic jsou oblíbené jako vánoční stromky, v Evropě především borovice lesní a stále více i borovice černá, případně i vejmutovka či jiné druhy; v konkurenci jedliček (hlavně stále žádanější jedle kavkazské) však v České republice tvoří pouze asi 10 procent trhu. Jejich výhodou je rychlý růst a snadné pěstování. Ve Spojených státech amerických je pro vánoční účely široce pěstována borovice lesní introdukovaná z Evropy. Některé druhy, jako asijské borovice drobnokvětá, zakrslá, hustokvětá a Thunbergova, americká borovice ohebná nebo i evropské borovice lesní a kleč jsou s oblibou využívány pro tvorbu bonsají.

### Kulturní a spirituální význam

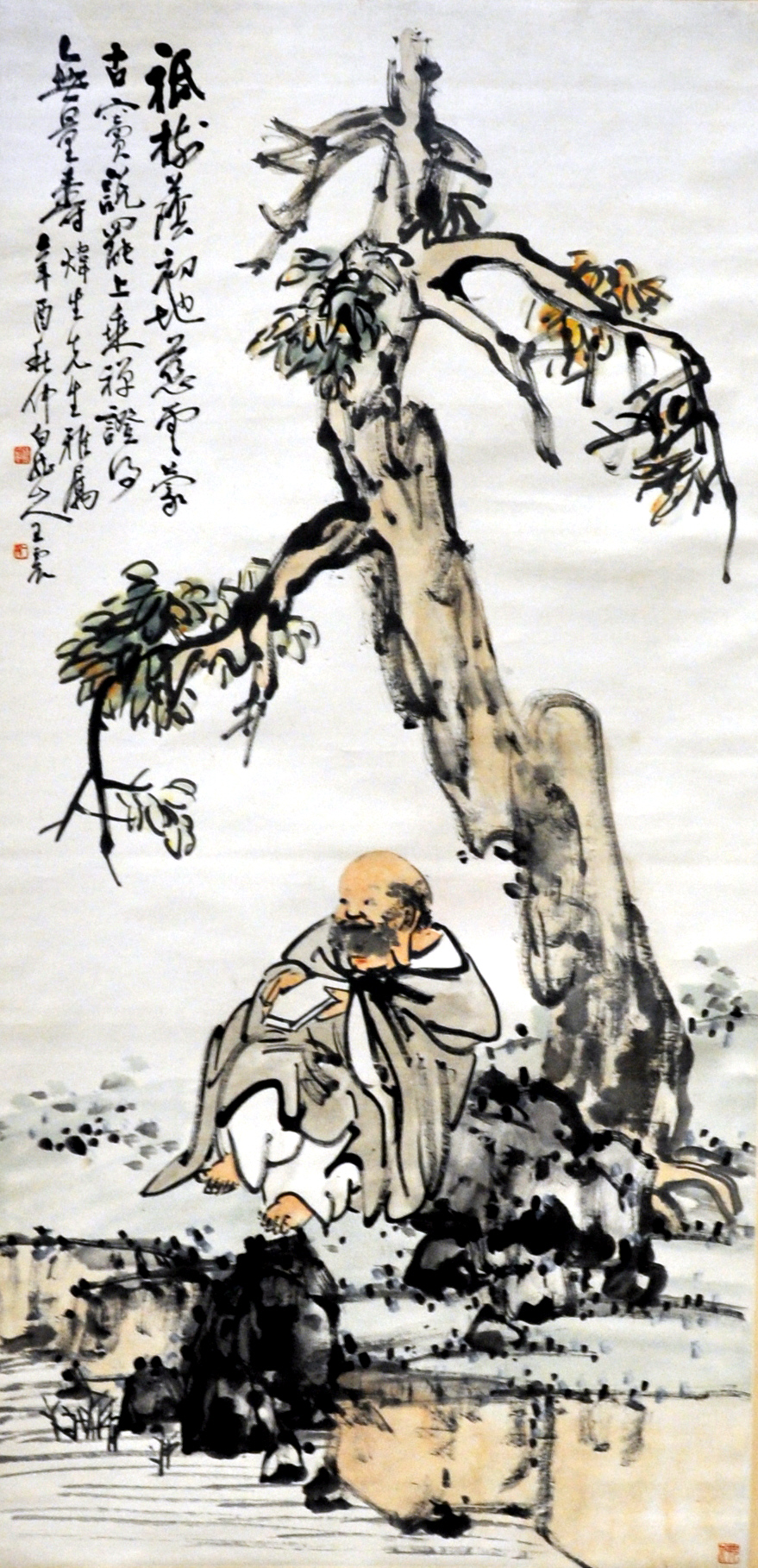
Buddha sedící pod borovicí – čínská malba z počátku 20. století

Jako jiné stálezelené jehličnany platily i borovice v mírných a chladných oblastech světa za symbol naděje, věčného života a znovuzrození přírody v zimním období. V období zimního slunovratu byly zdobeny nebo byly páleny jejich smolnaté větévky a pryskyřice na ochranu obydlí proti zlým silám zimy, např. v německém Slezsku nebo na Sibiři. V antické mytologii byly borovice považovány za sídla dryád, nymf a zasvěcovány božstvům jako Pan, Dionýsos nebo samotný Zeus. Šišky borovice pinie byly významnou a ceněnou obětinou (a také symbolem plodnosti). Nymfa Pitys (srovnejte etymologii slova Pinus) byla dle řecké pověsti proměněna žárlivým milencem Boreásem v borovici a kapky pryskyřice, jež roní poraněný strom, byly považovány za její slzy.
Borovice bývají ústřední dřevinou ve filozoficky promyšlené kompozici japonských zahrad, kde obecně vzato symbolizují dlouhověkost a štěstí. Tmavý habitus borovice Thunbergovy v nich představuje mužské, pozitivní síly vesmíru, zatímco načervenalý kmen borovice hustokvěté síly ženské, negativní, spojené s předchozími v nedílné jednotě. Spolu s bambusem a slivoní tvoří borovice v čínské a japonské kultuře oblíbený motiv „tří přátel zimy", často zobrazovaný v poezii, výtvarném a užitém umění, stejně jako ve výzdobách vztahujících se k příchodu nového roku.
Významnou úlohu hrály tzv. „jedlé borovice" (limby, piňony) coby zdroj základní potravy v různých domorodých kulturách. Například u Apačů nebo Navajů pálení pryskyřice borovice jedlé provázelo iniciační rituály mladých mužů. Kolébky se zemřelými dětmi byly umísťovány do koruny mrtvé borovice, naopak na živé větve byly věšeny použité kolébky dětí, které jim úspěšně odrostly. Borovice Pinus teocote byla u Aztéků považována za strom bohů a její pryskyřice pálena v chrámech jako obětina, Mayové a další středoamerické indiánské kmeny považovali borovice za oduševnělé bytosti a vyvarovali se jejich poškození či zabití; jejich chvojí a pryskyřice dodnes hrají významnou roli v pohansko-křesťanských rituálech v prostoru Střední Ameriky. Původní obyvatelé Sibiře přisuzovali velkou duchovní sílu borovici sibiřské, vědomi si její mimořádné důležitosti pro potravní ekosystém tajgy; ústřední roli hraje tento strom též coby tzv. „zvonící cedr" ve stejnojmenném směru ruského rodnověří. Také porosty a solitérní stromy borovice lesní se na Sibiři těšily značné úctě šamanů, především mongolských a burjatských.

### Odraz vumění
Obliba borovic v lidské kultuře se odrazila také v umění. Vyskytují se v nesčetném množství literárních a výtvarných děl, v písních i lidové slovesnosti. Borovice byly častým námětem staré čínské poezie (autoři jako Li Po, Chan Šan, Š-te a další), stejně jako evropské. V české poezii se borovice objevuje např. v dílech Antonína Sovy, Vladimíra Holana nebo Josefa Václava Sládka. Život jedné lesní borovice je tématem přírodní prózy Jana Vrby Borovice (1925), příběh domýšlivé borovice proměněné na vánoční stromek pak námětem pohádky Hanse Christiana Andersena.
| „ | Střískaná bleskem, zdraná od vichřice a na pol sklácena od severáku, kořeny ve skále a suky v mraku stará a drsná stojí borovice. (...) Tak hledí v lada kamenná a šerá, a ve vichru a bouři neurvalé to hučí v kořenech: — „To už ta sterá!“ Však opodál, když jarem strůmek vzklíčí, tu vzdorně otřískané větve vztýčí, a zašumí to v nich: „Zas o krok dále!“ (SLÁDEK, Josef Václav. Na prahu ráje. Znělky Jos. V. Sládka. Praha: nákladem „Lumíra“, 1883. s. 69.) | “ |

Také ve výtvarném umění se jedná o oblíbený motiv zobrazovaný řadou malířů. Z orientální provenience jsou borovice často přítomny například v díle japonského malíře Hasegawy Tōhaku či dřevorytce Hokusaie, z evropských u Paula Cézanna nebo ruského krajináře Ivana Šiškina (Ráno v borovém lese a mnoho dalších obrazů). Jako heraldická figura se často objevují na praporech a erbech, ať už v přirozených barvách, stylizovaně nebo v podobě šišek. Borovice lesní je národním stromem Skotska, borovice vejmutovka jedním ze symbolů amerického státu Maine, borovice pokroucená symbolem kanadské provincie Alberta, borovice karibská varianta bahamensis pak národním stromem státu Turks a Caicos.

## Borovice včeském prostředí

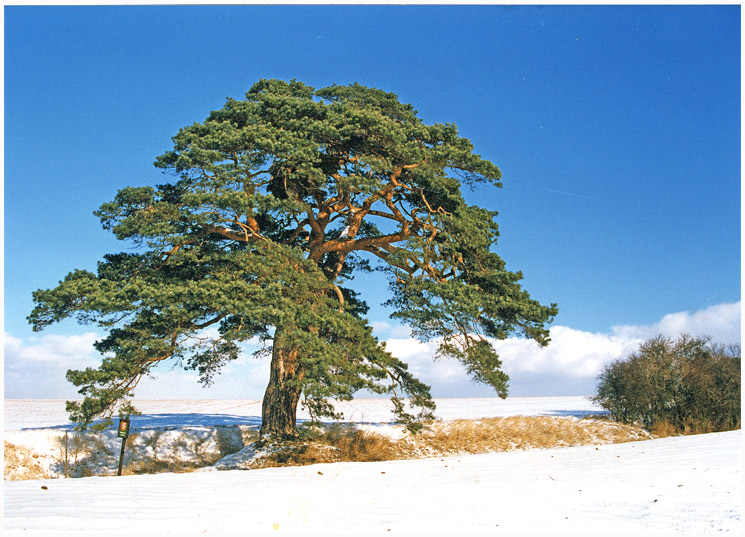
Libáňská borovice – jedna z nejmohutnějších památných borovic v ČR

Nejrozšířenějším druhem borovice v českém prostředí je borovice lesní. Její zastoupení v lesních porostech činila na počátku druhé dekády 21. století zhruba 10 %, což je nejvíce po smrku; v minulosti to bylo ještě daleko více, ve starších zdrojích se uvádí podíl i přes 17 %. Přirozené rozšíření borovice by přitom dosahovalo jen asi 3,5–5,5 % a zahrnovalo by prakticky výhradně ostrůvky různých extrémních stanovišť (písky, skály, rašeliny, pískovcová města, říční zářezy, hadce apod.), na nichž konkurenčně slabá borovice dokázala vytrvat od maxima svého rozšíření v období preboreálu, kdy po ústupu poslední doby ledové tvořila většinu středoevropské vegetace světlá březovo-borová tajga. Masivní hospodářské výsadby borových monokultur, které započaly na přelomu 18.–19. století, rozšířily borovici i mimo její přirozený areál, vlivem nevhodných podmínek a často nevhodné semenné provenience byly však stromy značně ohrožené škůdci a chorobami (kalamity bekyně mnišky, několik vln sypavky) a byly posléze vystřídány monokulturami smrku. Bez větších úspěchů byly zkoušeny náhrady v podobě introdukovaných borovic, například banksovky nebo vejmutovky; odolná borovice pokroucená byla ve 20. století využívána k rekultivacím zdevastovaných emisních holin v Krušných horách.
Dále se na českém území přirozeně vyskytuje několik taxonů z okruhu borovice kleče (Pinus mugo agg.): samotná borovice kleč na vysokohorských holích Krkonoš, Jizerských hor a Šumavy (v jiných pohořích pravděpodobně není původní a její lesnické výsadby v oblastech Jeseníků působí značné škody na ochraně zdejší vzácné květeny), borovice blatka na rašeliništích v jihozápadních a západních Čechách, ve Žďárských vrších a Jeseníkách a konečně některé hybridní taxony (např. borovice rašelinná – viz výše) na šumavských rašeliništích. Zdomácnělým druhem je zde jihoevropská borovice černá, běžně využívaná v sadovnictví i v lesnictví, a zmiňovaná borovice vejmutovka původem ze Severní Ameriky. Rozhodujícím limitem pro úspěšné pěstování dalších taxonů jsou především klimatické podmínky, ve kterých většina středomořských či středoamerických druhů nevydrží zimu. Mimo již uvedené druhy se v okrasných výsadbách můžeme setkat s borovicí těžkou či Jeffreyovou, s borovicí osinatou, borovicí Heldreichovou nebo borovicí limbou, další mají význam převážně pouze sbírkový. Významné sbírky botanických druhů borovic i jejich kultivarů shromáždilo například plzeňské arboretum Sofronka, Dendrologická zahrada v Průhonicích, arboretum České zemědělské univerzity v Kostelci nad Černými lesy nebo arboreta brněnské Mendelovy univerzity. Mnoho exemplářů borovic je v České republice chráněno jako památné stromy; v převážné většině se jedná o borovice lesní, řidčeji borovice černé, ale lze narazit i na památné vejmutovky, borovice Jeffreyovy, těžké, Schwerinovy nebo rumelské.

## Galerie

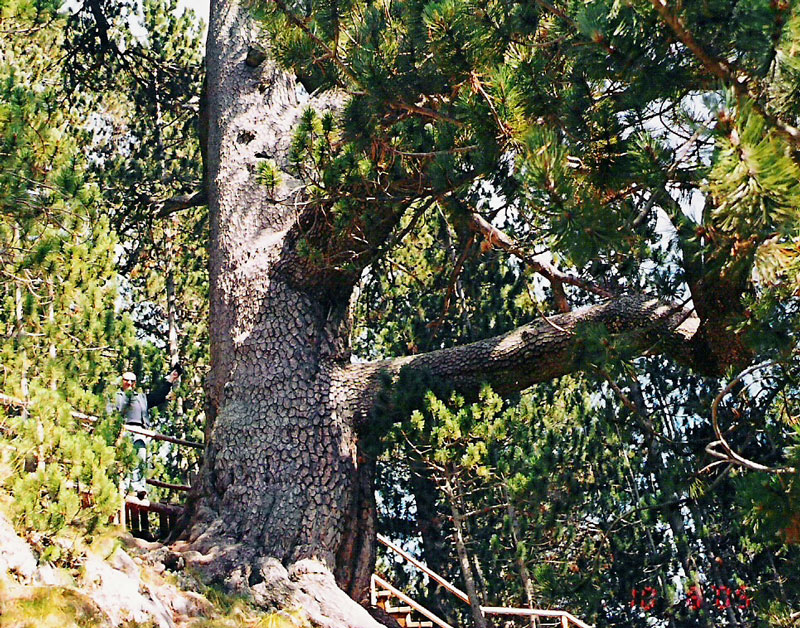
Exemplář borovice Heldreichovy zvaný Bajkuševova borovice je s více než 1300 roky jedním z nejstarších evropských stromů
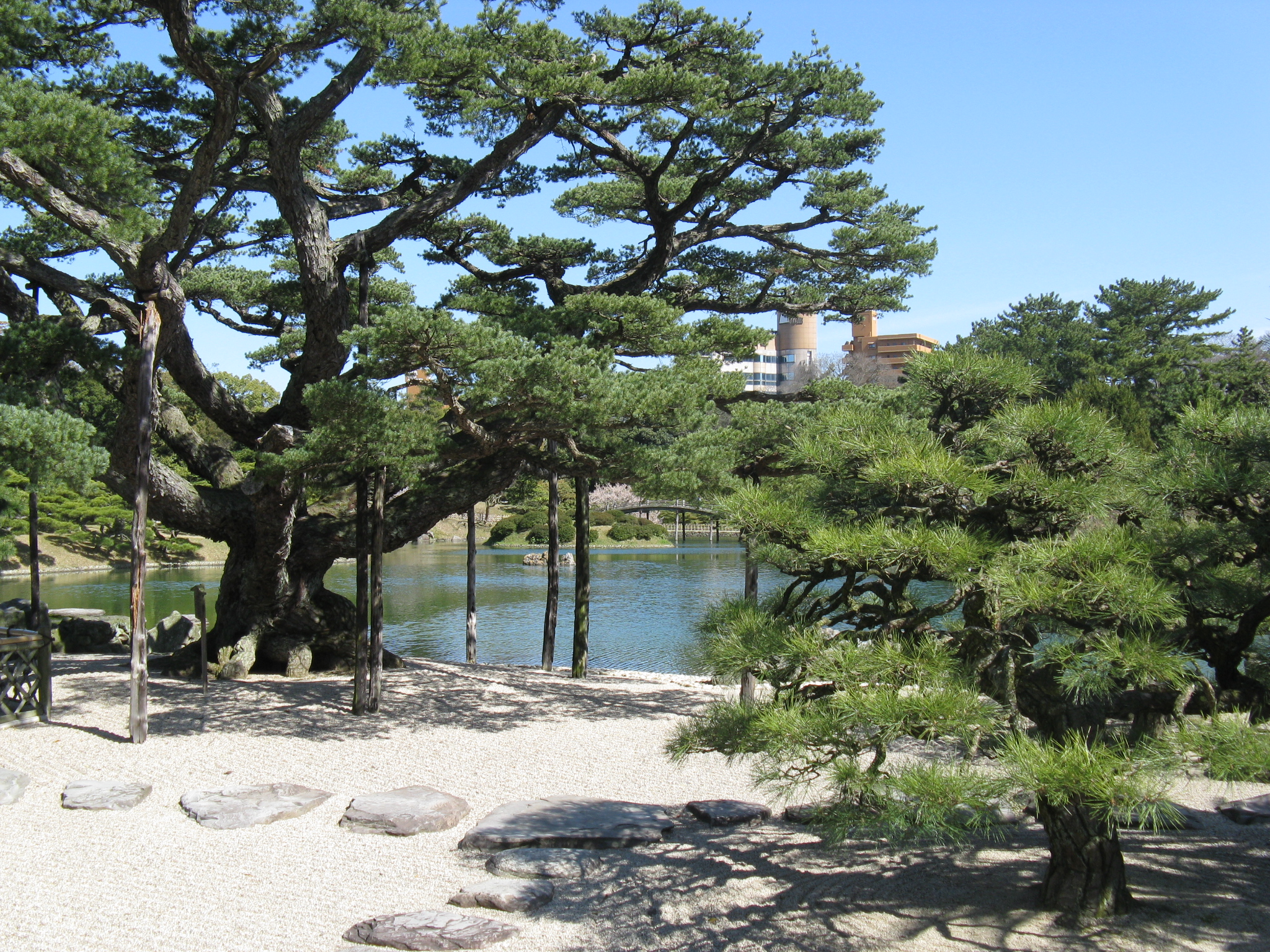
Borovice v japonské zahradě
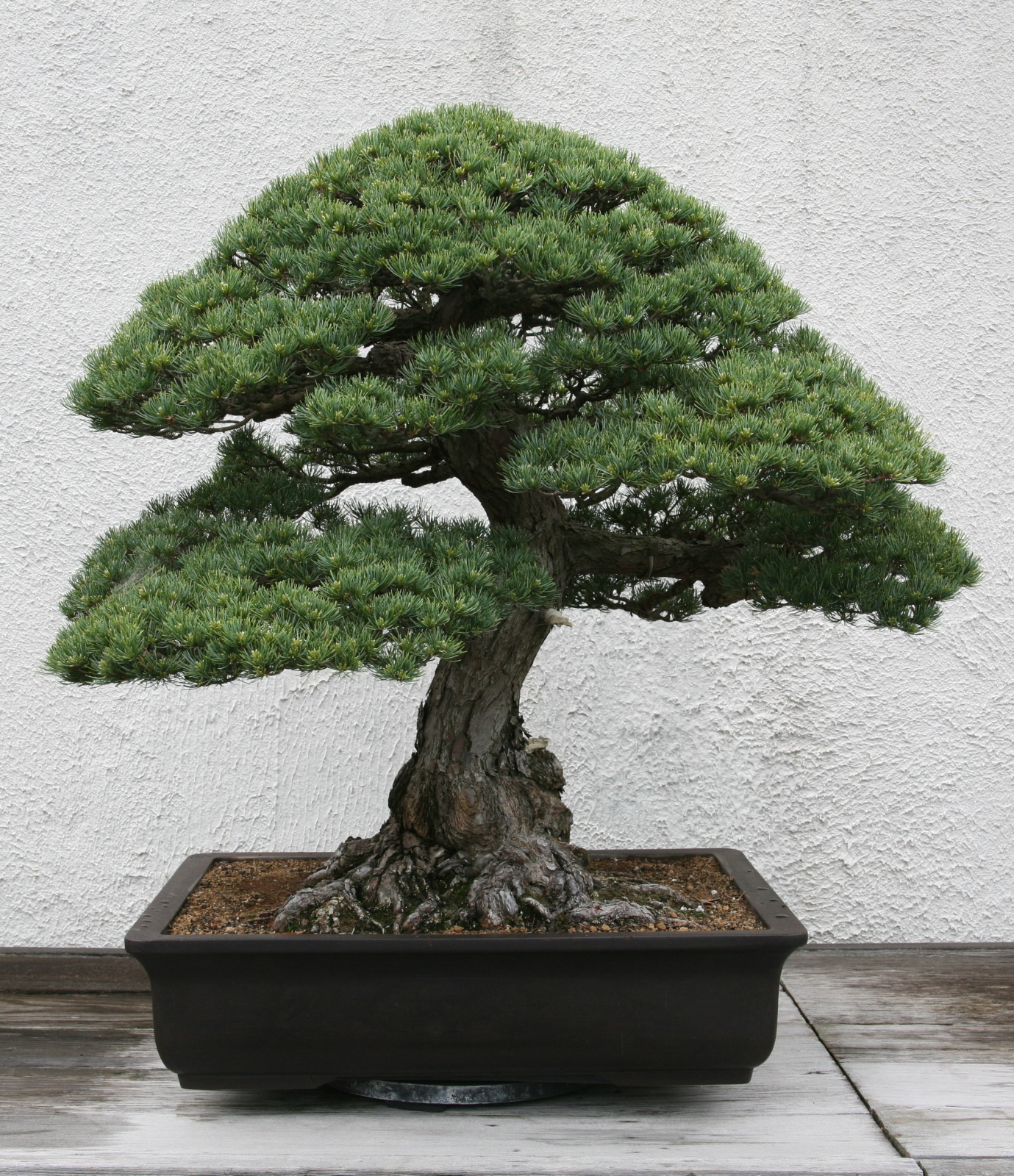
Borovice drobnokvětá jako bonsaj
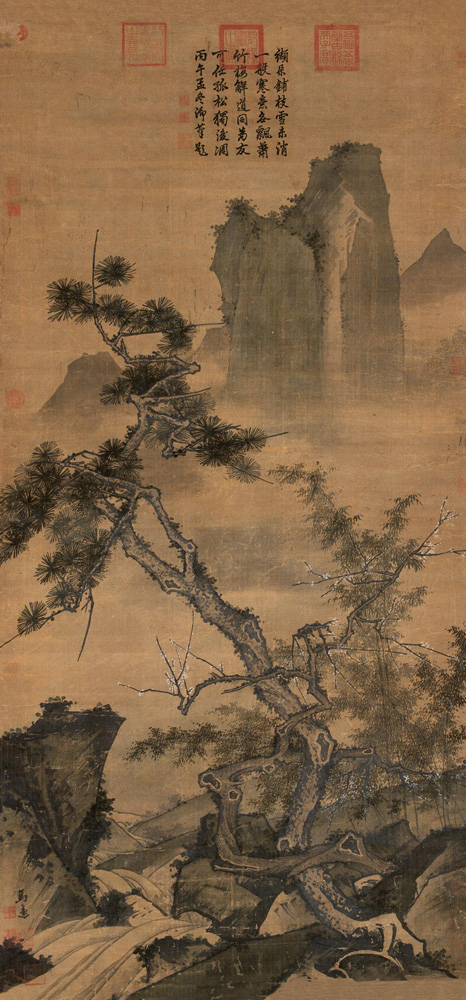
Borovice na staré čínské malbě
Hasegawa Tohaku – cyklus Borovice (16. století)
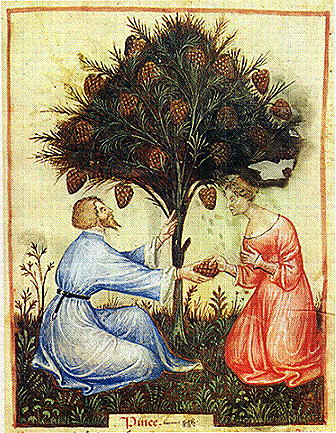
Sklizeň píniových šišek na středověké malbě neznámého evropského autora
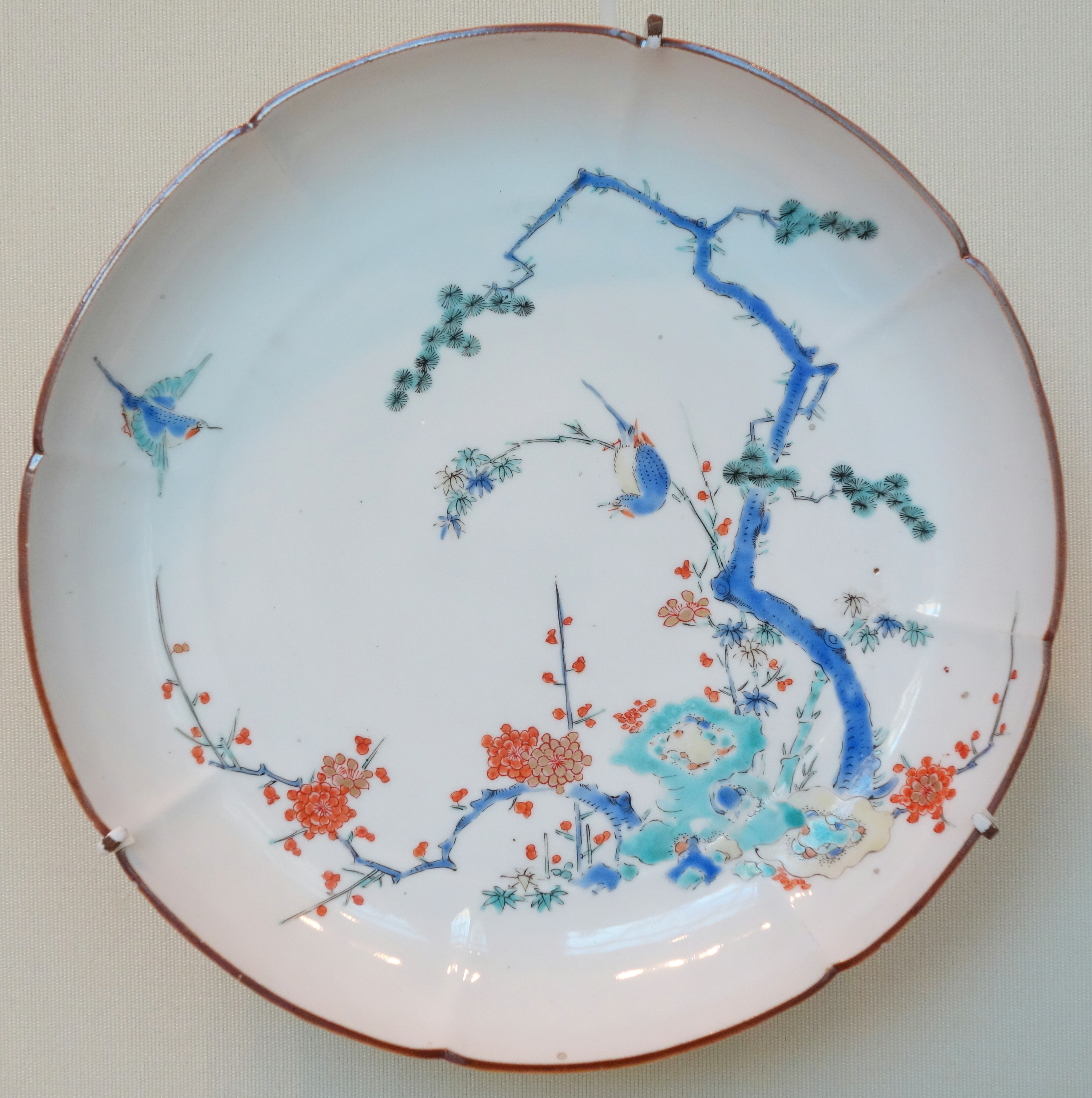
„Tři přátelé zimy“ na japonském porcelánovém talíři pravděpodobně ze 17. století
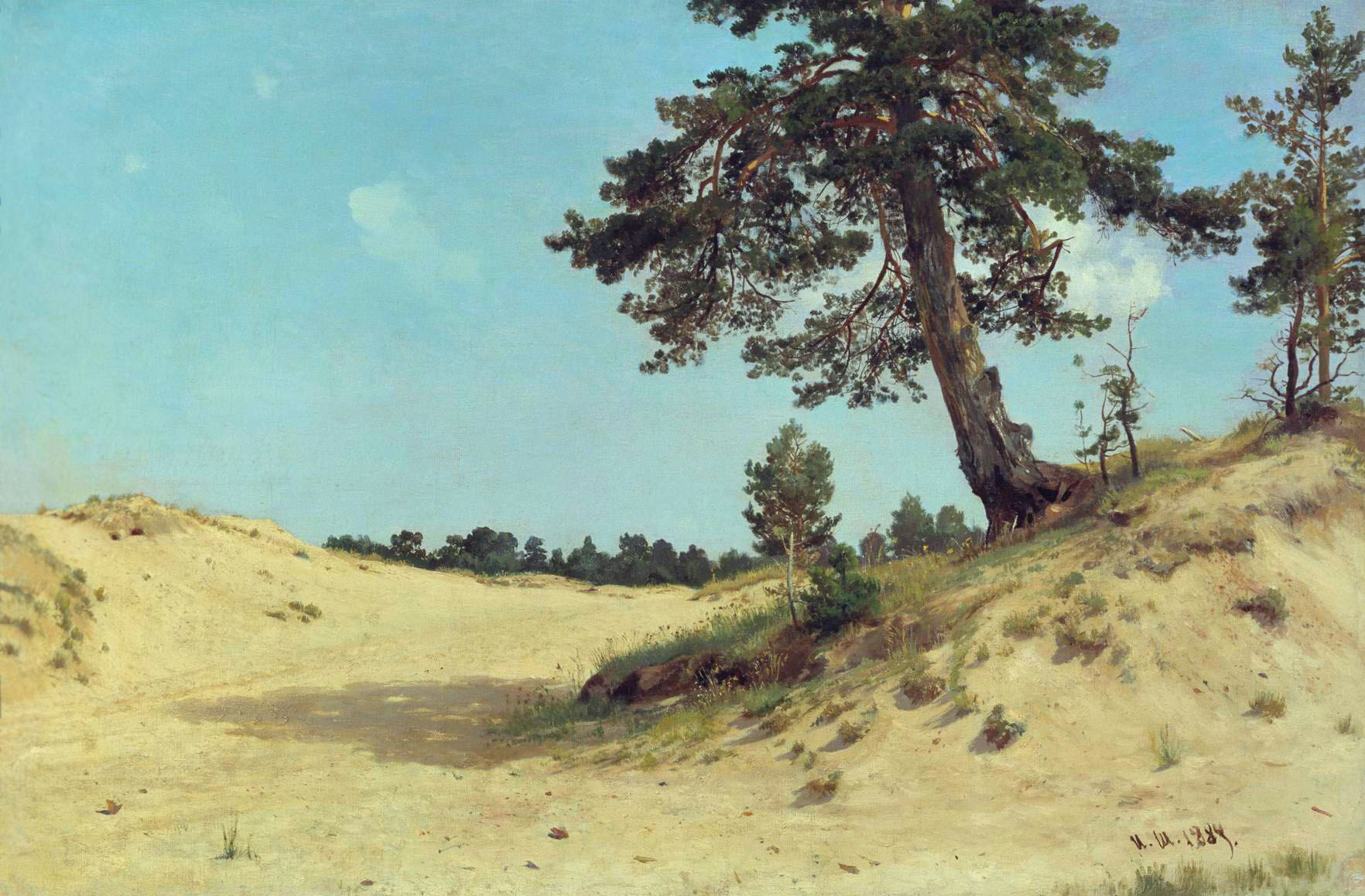
Ivan I. Šiškin: Sosna na písku (1884)
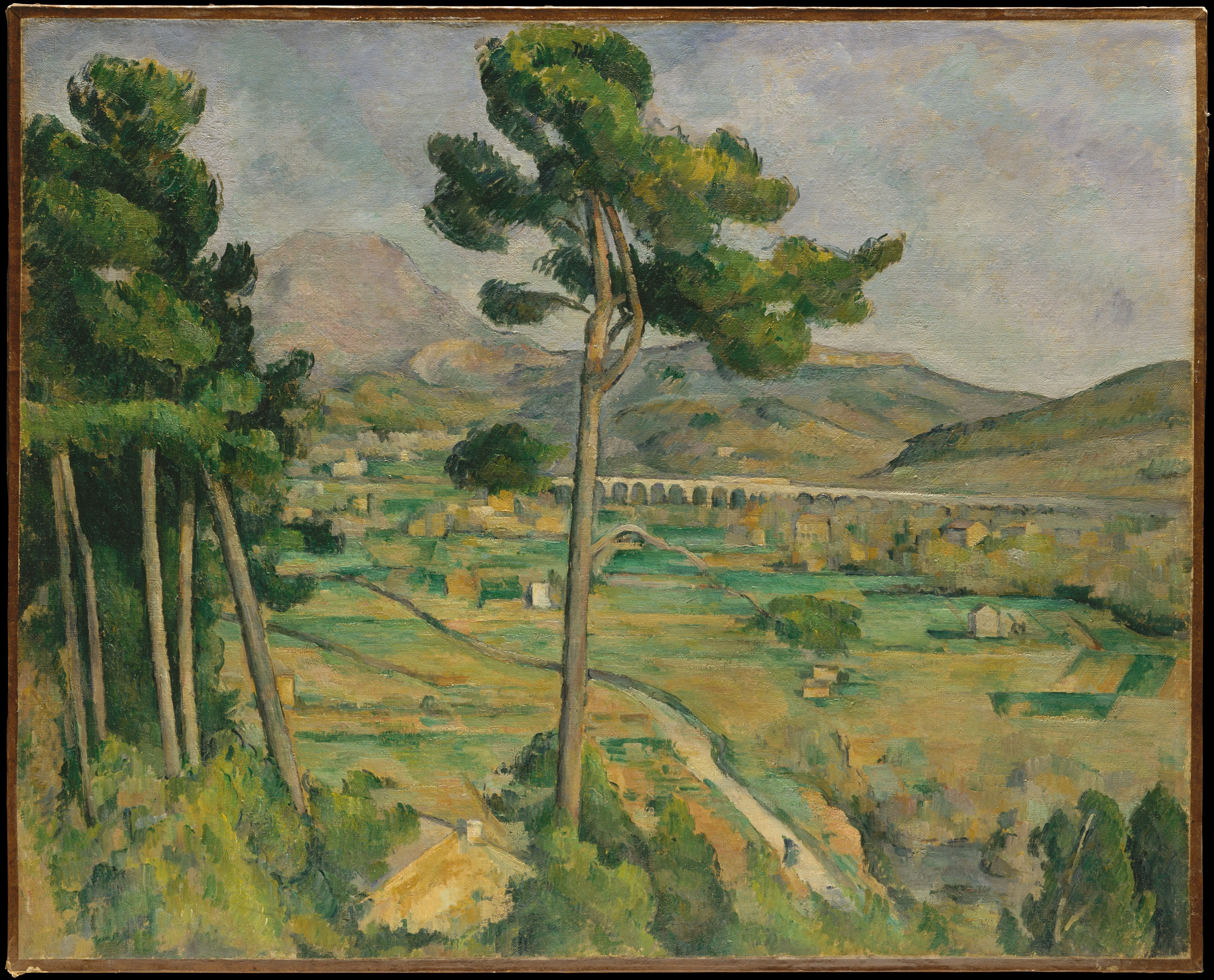
Paul Cézanne: Hora Sainte-Victoire a viadukt řeky Arc (1882–1885)
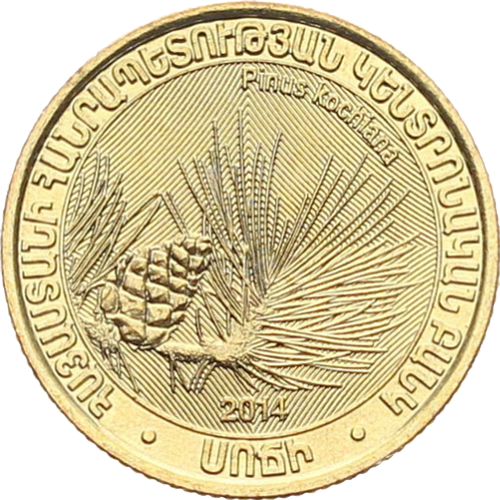
Borovice Pinus kochiana na arménské pamětní minci
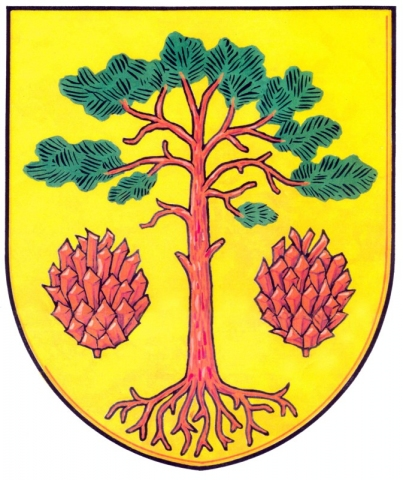
Borovice ve znaku obce Bory (okres Žďár nad Sázavou, Česko)